# Albert Schweitzer

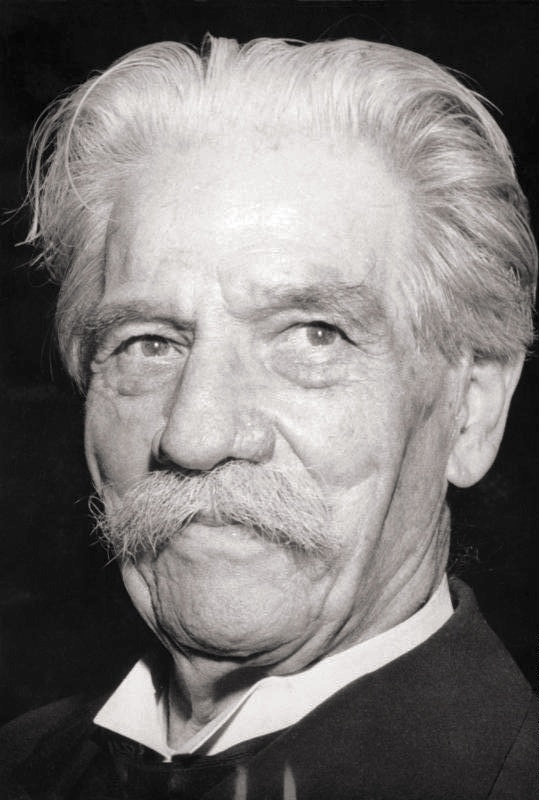
Albert Schweitzer, 1955 (Bundesarchiv)

Ludwig Philipp Albert Schweitzer (* 14. Januar 1875 in Kaysersberg bei Colmar, Reichsland Elsaß-Lothringen (Deutsches Reich); † 4. September 1965 in Lambarene, Gabun) war ein deutsch-französischer Arzt, Philosoph, evangelischer Theologe, Organist, Musikwissenschaftler und Pazifist. Er gilt als einer der bedeutendsten Denker des 20. Jahrhunderts.
Schweitzer, genannt der „Urwalddoktor“, gründete eine Krankenstation in Lambarene im zentralafrikanischen Gabun. Er veröffentlichte theologische und philosophische Schriften, Arbeiten zur Musik, insbesondere zu Johann Sebastian Bach, sowie autobiographische Schriften in zahlreichen und vielbeachteten Werken. 1953 wurde ihm der Friedensnobelpreis für das Jahr 1952 zuerkannt, den er 1954 entgegennahm.

## Biographie

### Frühe Jahre und Ausbildung

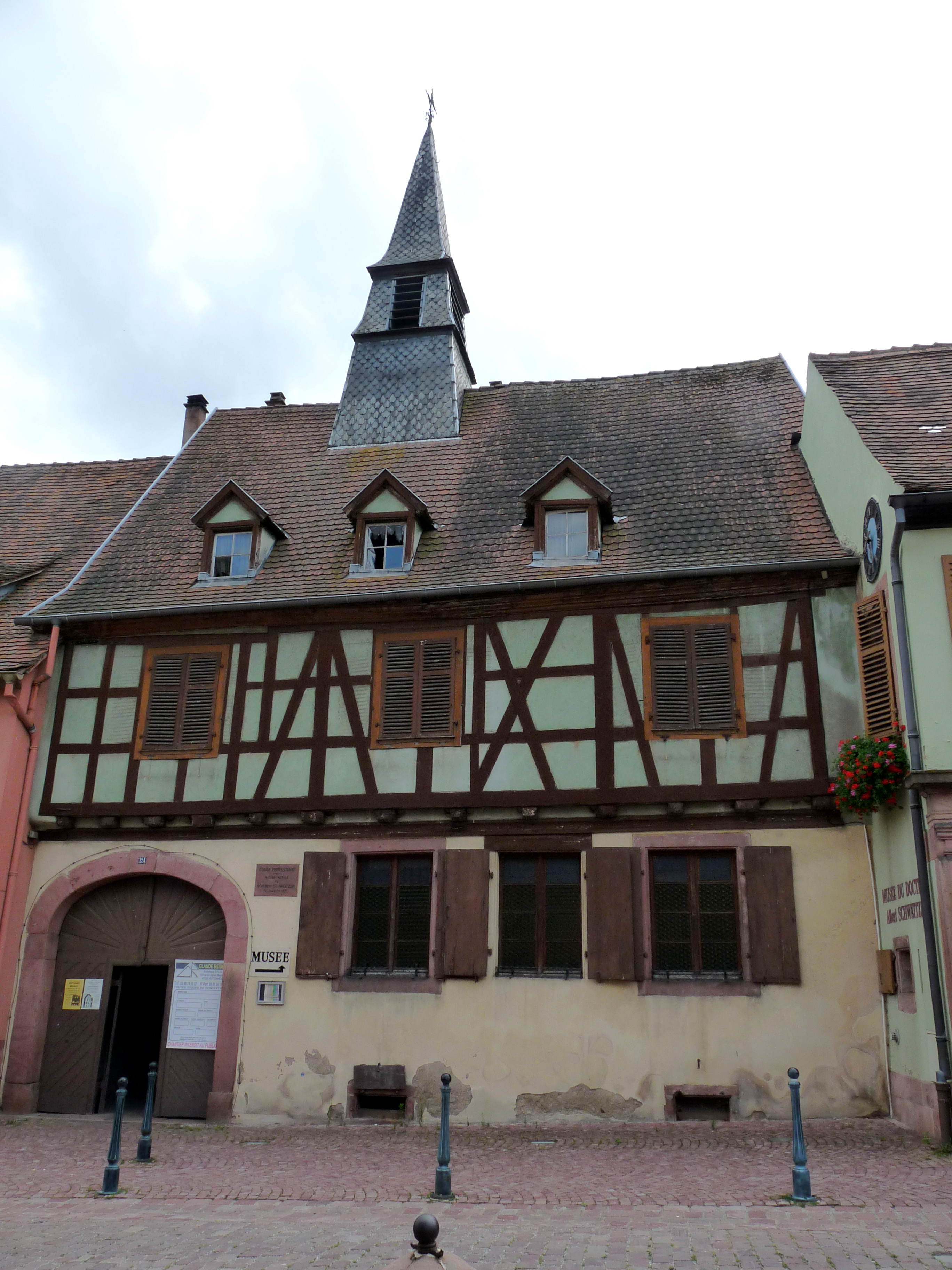
Albert Schweitzers Geburtshaus in Kaysersberg

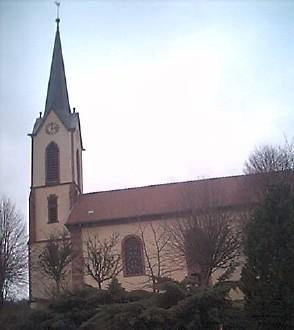
Kirche Günsbach, Ort der Kindheit und der späteren Einspielungen der Orgelwerke von Johann Sebastian Bach

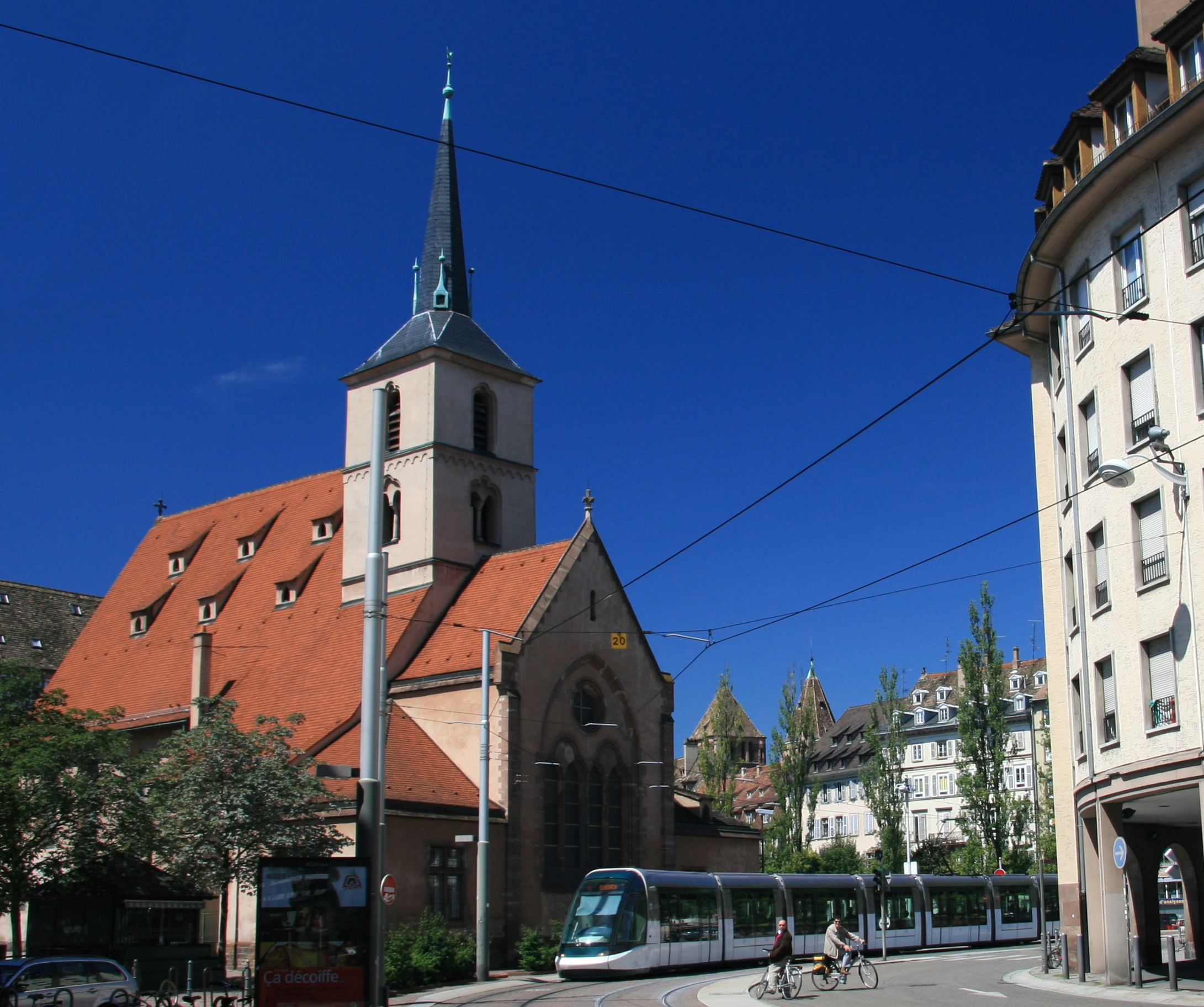
Nikolaikirche in Straßburg, wo Schweitzer ab 1899 Vikar war

Schweitzer stammte aus einer alemannisch-elsässischen Familie. Er war Sohn des Pfarrverwesers Ludwig (Louis) Schweitzer, der eine kleine evangelische Gemeinde betreute, und dessen Frau Adele, geb. Schillinger, der Tochter eines Mühlbacher Pfarrers. Zu diesem Zeitpunkt gehörte seine Heimat als Reichsland Elsaß-Lothringen zu Deutschland. Noch im Jahr seiner Geburt zog die Familie von Kaysersberg nach Günsbach um. Seine Muttersprache war der elsässische Ortsdialekt des Oberdeutschen. Daneben wurde in seiner Familie auch Französisch gesprochen. Das Hochdeutsche erlernte Schweitzer erst in der Schule, später beherrschte er Deutsch und Französisch annähernd gleich gut.
Nach dem Abitur 1893 in Mülhausen studierte er an der Universität Straßburg Theologie und Philosophie (Erstes Theologisches Examen 1898). Zudem studierte er in Paris Orgel bei Charles-Marie Widor, bei dem er seit 1893 gelegentlich Unterricht genommen hatte, und Klavier bei Marie Jaëll und Isidore Philipp. 1896 besuchte der von der Musik Richard Wagners begeisterte Schweitzer erstmals die Bayreuther Festspiele. In jenem Jahr lernte er Wagners Witwe Cosima sowie dessen Sohn Siegfried kennen, mit dem ihn nach eigenen Angaben eine tiefe Freundschaft verband. In späteren Jahren zog es ihn immer wieder nach Bayreuth.
1899 wurde Schweitzer nach einem kurzen Studienaufenthalt an der Berliner Friedrich-Wilhelms-Universität mit einer Dissertation über Die Religionsphilosophie Kants von der Kritik der reinen Vernunft bis zur Religion innerhalb der Grenzen der bloßen Vernunft in Straßburg zum Dr. phil. promoviert. 1901 folgte die theologische Dissertation zum Lic. theol. Kritische Darstellung unterschiedlicher neuerer historischer Abendmahlsauffassungen (Erstauflage 1906), die in der zweiten Fassung den Titel Geschichte der Leben-Jesu-Forschung (Tübingen 1913) trägt.
Ab 1895 übernahm er die Orgelbegleitung des international anerkannten Chors der Wilhelmskirche, welcher sich besonders Bach-Kantaten und -Passionen widmete. Schweitzer schrieb 1905 auf Französisch sein Buch über Johann Sébastien Bach, auf das 1908 eine Neufassung auf Deutsch folgte. Seit 1898 war er Lehrvikar und ab November und zweiter Theologischer Prüfung ordinierter Vikar an der Nikolauskirche. Ein Teil seiner dortigen Predigten und Predigtentwürfe ist durch die Hand der mit ihm befreundeten Annie Fischer, Witwe des Straßburger Professors der Chirurgie Fritz Fischer und Schwester von Hugo Stinnes, erhalten. Seine Theologie fand unter anderem bei Fritz Buri Nachhall. 1902 erfolgte an der Universität Straßburg die Habilitation in Evangelischer Theologie mit der Schrift Das Messianitäts- und Leidensgeheimnis, mit der er Dozent für Theologie an der Universität Straßburg wurde.
Im Jahr 1903 trat Schweitzer der 1855 gegründeten Studentenverbindung Wilhelmitana zu Straßburg bei. Im Jahr 1905 wurde er als Missionar bei der Pariser Missionsgesellschaft wegen seiner liberalen theologischen Ansichten abgelehnt. Von 1905 bis 1913 studierte er Medizin in Straßburg mit dem Ziel, in Französisch-Äquatorialafrika als Missionsarzt tätig zu werden. Die Immatrikulation zum Studium der Medizin war sehr kompliziert. Schweitzer war ja bereits Dozent an der Universität Straßburg. Erst eine Sondergenehmigung der Regierung machte das Studium möglich.
1912 wurde er als Arzt approbiert; im gleichen Jahr wurde ihm aufgrund seiner „anerkennenswerten wissenschaftlichen Leistungen“ der Titel eines Professors für Theologie verliehen. 1913 folgte seine medizinische Doktorarbeit: Die psychiatrische Beurteilung Jesu: Darstellung und Kritik. In dieser Arbeit widerlegt er, analog seiner theologischen Dissertation, zeitgenössische Schriften, die den Versuch unternahmen, das Leben Jesu aus psychiatrischer Sicht zu beleuchten. Somit war er, im Alter von 38 Jahren und bevor er nach Afrika ging, in drei verschiedenen Fächern promoviert und außerdem Professor für Theologie.
Albert Schweitzer heiratete 1912 Helene Bresslau (1879–1957), die Tochter des jüdischen Historikers Harry Bresslau und dessen Frau Caroline, geborene Isay. 1919 wurde die Tochter Rhena Schweitzer-Miller († 2009) geboren, die bis 1970 die Stiftung ihres Vaters weiterführte.

### Leben als Mediziner in Afrika und Europa

Das Einzugsgebiet des Ogooué erstreckt sich über den größten Teil Gabuns. Lambarene liegt im Westen, am Unterlauf des Flusses.

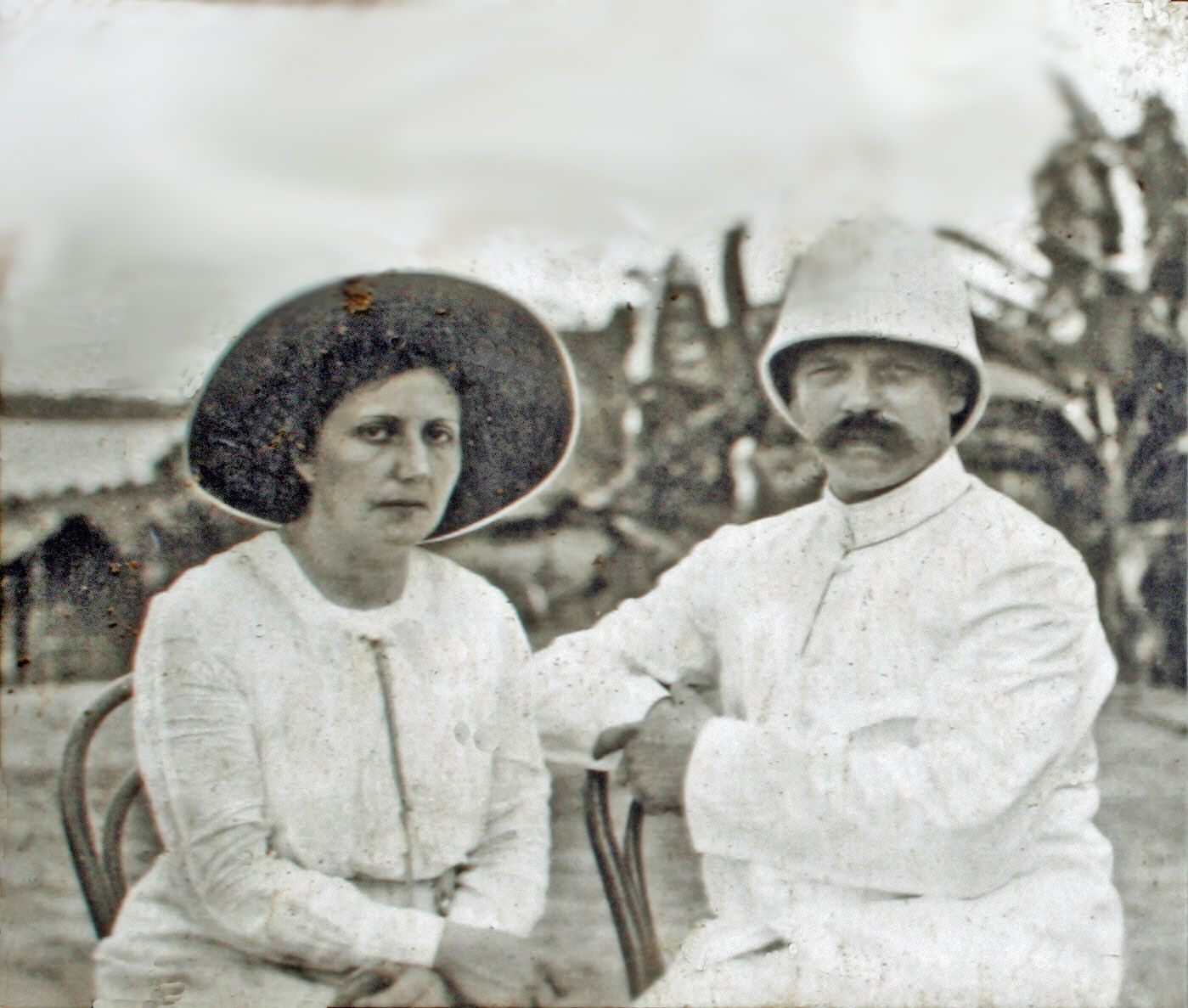
Albert Schweitzer und Helene Schweitzer-Bresslau 1913 in Lambarene

1913 setzte Schweitzer sein Vorhaben in die Tat um und gründete am Ogooué, einem 1200 km langen Fluss in Gabun, das Urwaldhospital in Lambarene (französisch Lambaréné). Das Gebiet gehörte damals zu Französisch-Äquatorialafrika. Schon ab 1914, als der Erste Weltkrieg ausbrach, wurden er und seine Frau Helene, eine Lehrerin, aufgrund ihrer deutschen Staatsangehörigkeit von der französischen Armee unter Hausarrest gestellt.
1917, erschöpft von mehr als vier Jahren Arbeit und von einer Art tropischer Anämie, wurde das Ehepaar Schweitzer festgenommen, von Afrika nach Frankreich überführt und in Bordeaux, Garaison und dann Saint-Rémy-de-Provence bis Juli 1918 interniert. In einem der Lager steckte Schweitzer sich mit Dysenterie an, die ihn noch lange quälte. Nach Kriegsende flammte die Dysenterie wieder auf und verschlimmerte sich so sehr, dass Schweitzer in Straßburg am Darm operiert werden musste. Trotz seines schlechten Gesundheitszustandes nutzte er die Lagerzeit zur Entwicklung und zum Ausbau seiner Ethik der Ehrfurcht vor dem Leben. Zentral für diese Ethik ist der Satz: „Ich bin Leben, das leben will, inmitten von Leben, das leben will.“
Gegen Kriegsende kehrten sie 1918 ins Elsass zurück, das am 6. Dezember wieder an Frankreich angegliedert wurde. Dort nahm Schweitzer die französische Staatsbürgerschaft an; er selbst bezeichnete sich jedoch gern als Elsässer und „Weltbürger“. Er nahm wieder die Stelle als Vikar in St. Nikolai in Straßburg an und trat als Assistenzarzt in ein Straßburger Spital ein.
Dank des schwedischen Bischofs Nathan Söderblom konnte Albert Schweitzer ab 1920 in Schweden Vorträge über seine Ethik der Ehrfurcht vor dem Leben halten, mittels Orgelkonzerten seine Schulden bezahlen und Geld für die Rückkehr nach Afrika im Jahr 1924 verdienen, um dort das Urwaldhospital auszubauen.
Bekannt wurde Albert Schweitzer vor allem durch seine Autobiografie Zwischen Wasser und Urwald, die er 1920 in kurzer Zeit geschrieben hatte. In seiner Rede zum 100. Todestag Johann Wolfgang von Goethes 1932 in Frankfurt am Main warnte Schweitzer vor den Gefahren des aufkommenden Nationalsozialismus. Eine nach Lambarene versandte und „mit deutschem Gruß“ unterzeichnete Einladung von Joseph Goebbels, der Schweitzer für die NS-Ideologie gewinnen wollte, beantwortete er mit einer höflichen Absage und unterzeichnete „mit zentralafrikanischem Gruß“. Im Januar 1939 kehrte Schweitzer kurz nach Europa zurück, um sich mit seiner Frau und Tochter zu treffen. Wegen der drohenden Kriegsgefahr fuhr er aber schon bald wieder nach Afrika zurück, ohne dass es zu einem Treffen mit seiner Familie gekommen war. Seine Ehefrau musste wegen ihrer jüdischen Abstammung durch ganz Frankreich fliehen, schaffte es aber 1941 unter schwierigsten Umständen doch noch, nach Afrika auszureisen.
Nach dem Zweiten Weltkrieg wurde ihm viel öffentliche Ehre zuteil. In seiner erst 1954 gehaltenen Dankesrede zur Verleihung des Friedensnobelpreises von 1952 sprach sich Schweitzer deutlich für eine generelle Verwerfung von Krieg aus: „Krieg macht uns der Unmenschlichkeit schuldig“, „zitiert“ Albert Schweitzer Erasmus von Rotterdam. Infolge der Genfer Konvention von 1864 und der Gründung des Roten Kreuzes sei es zu einer „Humanisierung des Krieges“ gekommen, die dazu geführt hätte, dass die Menschen 1914 den beginnenden Ersten Weltkrieg nicht in der Weise ernst genommen hatten, wie sie dies hätten tun sollen.

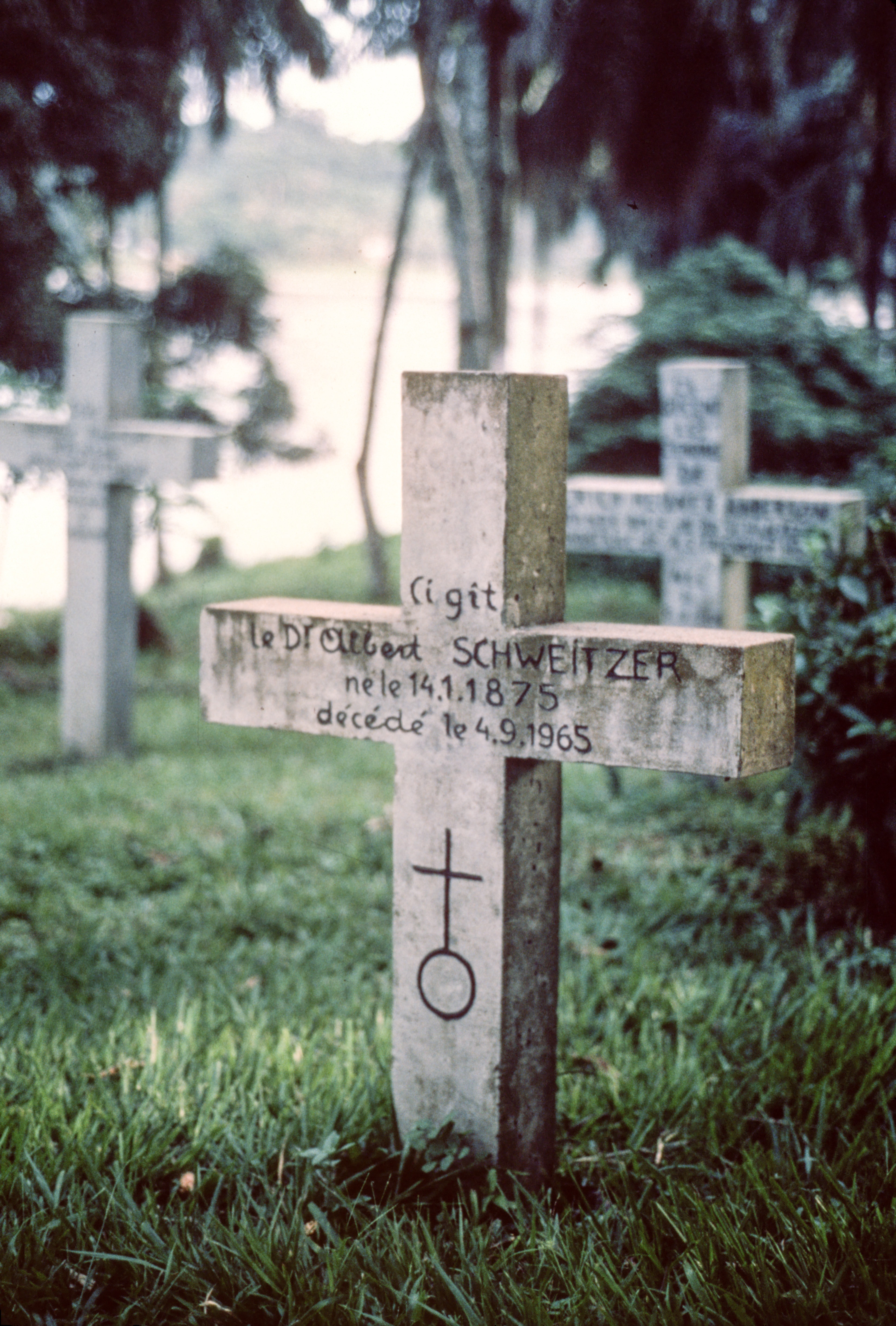
Schweitzers Grab in Lambarene

1961 wurde er Ehrenmitglied der mit der unitarischen Kirche Nordamerikas verbundenen Church of the Larger Fellowship.
Am 4. September 1965 starb Albert Schweitzer im Alter von 90 Jahren in Lambarene. Er ruht dort auf einem kleinen Friedhof in der Nähe des Flusses Ogooué, den er auf Wunsch seiner Frau vor dem Haus für seine Familie und seine Kollegen hatte einrichten lassen. Seine Frau und seine Tochter wurden dort später ebenfalls beigesetzt.

## Lehre der Ehrfurcht vor dem Leben

### Problem der Ethik in der Höherentwicklung des menschlichen Denkens
Schweitzer geht 1962 in der Quintessenz seines philosophischen Denkens davon aus, dass sich Menschen beim Nachdenken über sich selbst und ihre Grenzen wechselseitig als Brüder erkennen, die über sich selbst und ihre Grenzen nachdenken. Im Zuge des Zivilisationsprozesses wird die Solidarität, die ursprünglich nur auf den eigenen Stamm bezogen war, nach und nach auf alle, auch unbekannte Menschen übertragen. In den Weltreligionen und Philosophien sind diese Stadien der Kulturentwicklung konserviert.
Analog wirkt in den weltverneinenden Religionen des indischen Kulturkreises nach der Philosophie von Arthur Schopenhauer eine Ausbreitung des Mitleids, das im Brahmanismus jenseits der (wahren) Metaphysik im Leid der (falschen) materiellen Welt begründet ist und deshalb abgelehnt, im Buddhismus mit Bezug auf eine erweiterte Metaphysik gefordert und im Hinduismus ins Alltagsleben integriert wird, das als Spiel der Götter mit Menschen verstanden wird (Bhagavad Gita). Die geforderte Teilnahmslosigkeit gegenüber Leid verpflichtet zum Pazifismus. Schweitzer bezog sich auch auf Mahatma Gandhi.
Auch die Ausbreitung des weltbejahenden Zoroastrismus persischer Siedler, vereint in Solidarität gegen heidnische Nomaden, beeinflusst die griechische Philosophie, in der der Stoiker Panaitios von Rhodos die Weltbejahung mit einer allumfassenden Vernunft begründet, in der Seneca, Epiktet und Mark Aurel als Tugend aller Tugenden den Humanismus entwickeln.
Im Schmelztiegel der persischen und der griechischen Kultur waren das Judentum und das Christentum entstanden, die die Welt als wahr, aber unvollkommen sehen. Das Christentum fordert Weltentsagung zur Ausweitung des Guten im Menschen und findet auf der Suche nach dem Gebot aller Gebote ebenfalls zum Ideal des Humanismus.
Seit der Renaissance verwachsen die außengeleitete Tugend aller Tugenden und das innengeleitete Gebot aller Gebote zu einem weltlichen Recht (Erasmus von Rotterdam), Grundlage für den Utilitarismus von Jeremy Bentham, während David Hume eine natürliche Empathie als Ursache annimmt. Immanuel Kant verbindet diese mit dem Dualismus und verlegt die Moral in der Form des Kategorischen Imperativ in die Natur des Menschen, der in der geistigen Welt als Subjekt lebt und in der gegenständlichen nur Objekt ist.
Das häufige Scheitern am moralischen Anspruch macht aus dem guten Gewissen einen Mythos, während die Zivilisation das Vertrauen und den Sinn mit der Folge von Resignation und reaktiver Sentimentalität untergräbt. Damit dieser Druck dazu führt, dass das Subjekt sein Sein als „Wille zum Leben inmitten vom Willen zum Leben“ anderer begreift und diese Erfahrung mit dem Liebesgebot Jesu unterfüttert, braucht es Anleitung. Dann verbindet es die Gebote des Gewissens in der Form des Kategorischen Imperativ in der geistigen Welt mit den Tugenden in der gegenständlichen Welt und erkennt den Unterschied zwischen böse und gut als Ausdruck lebensschädigender und lebensfördernder Wirkungen und findet darin den höchsten sittlichen Wert.
Dieser sittliche Wert ermöglicht eine Lebensanschauung, in der Lebensbejahung keine Erkenntnis-, sondern eine Willenskategorie ist, Lebensverneinung in der Rücksichtnahme auf den Willen anderer liegt und Lebensentsagung im verinnerlichenden, sich selber sammelnden (Musik) und vervollkommnenden Gebot besteht, auch das eigene Leben aus Berufung auf den sittlichen Wert der Ethik zu heben, die Volksweisheiten von „Was du nicht willst, das man dir tu', das füg' auch keinem andern zu“ bis hin zu „Liebe deinen Nächsten wie dich selbst“ vereint und auf alles Lebendige überträgt.

### „Ethische Kultur“. Mensch und Kreatur

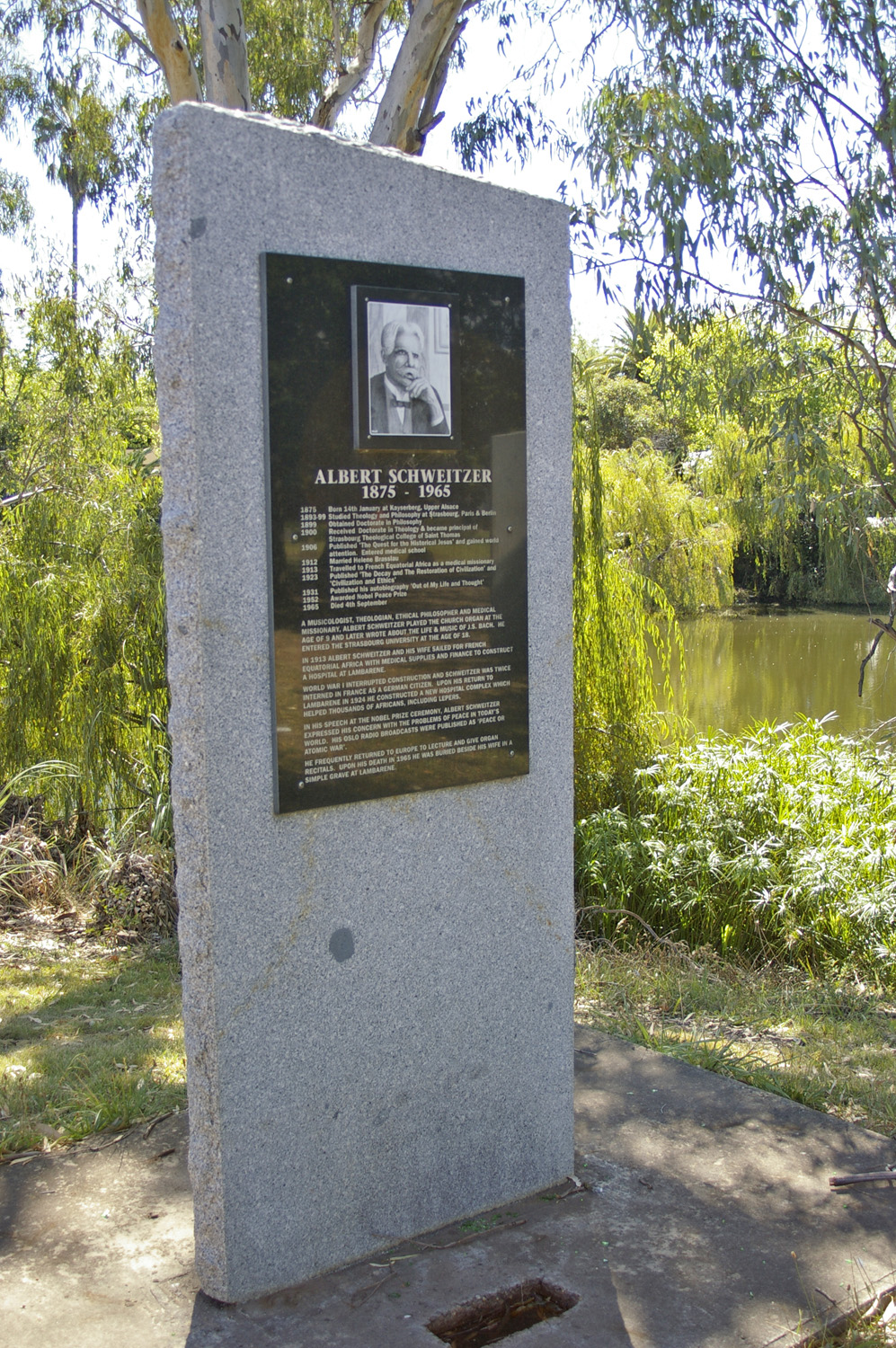
Albert-Schweitzer-Gedenktafel im australischen Wagga Wagga

Entscheidungen zwischen Moral und Sachzwang führen zur Beschäftigung mit dem Ideal der Ethik, in die der Mensch hineinwächst. Die Verantwortung braucht einen individuellen, sozialen und politischen Willen, der dem eigenen Dasein einen geistigen Wert verleiht und zur gegenständlichen Welt ein Verhältnis knüpft, in dem der Mensch von einer naiven zu einer vertieften Weltbejahung gelangt. Elementares Denken ist die Voraussetzung einer verständlichen und überzeugenden Ethik, die bei der Auseinandersetzung mit der Wirklichkeit in dieser wie Sauerteig im Brot wirkt.
Das zwischenmenschliche Verhältnis ist von Fremdheit und Kälte geprägt, weil sich niemand traut, sich so herzlich zu geben, wie er ist. Die Überwindung verwurzelt die Herzlichkeit in der Ehrfurcht vor dem Leben und verhilft zu einer Güte in Bescheidenheit, weil man bei jeder Entscheidung immer wieder auf sich selbst zurückgeworfen wird und zu resignieren droht. Doch gerade die Jugend verfügt über die Energie, die resignierte Vernünftigkeit der gereiften Persönlichkeit zu hinterfragen und hat den Mut, einen moralischen Kompass für einen lebensfördernden Umgang mit Sachzwängen zu justieren.
Da die Kreatur wehrlos der menschlichen Willkür ausgesetzt ist, beziehen ethische Entscheidungen die Willkür mit ein und schädigen Leben nicht aus Gedanken- oder Teilnahmslosigkeit. Mitleid mit Tieren ist trotz ihrer angeblichen Seelenlosigkeit keine Sentimentalität, denn alles notwendige Töten ist ein Grund zu Trauer und Schuld, der man nicht entkommen, die man nur verringern kann.
Albert Schweitzer ist zur Schonung der Tiere zur vegetarischen Ernährung übergegangen. „Meine Ansicht ist, dass wir, die für die Schonung der Tiere eintreten, ganz dem Fleischgenuss entsagen und auch gegen ihn reden. So mache ich es selber.“

### Verbindungen zu anderen philosophischen Strömungen
Vereinzelte stehen einer absoluten Wirklichkeit gegenüber, die wegen ihrer Transzendenz so unverständlich ist, dass sie sich in ihr nur ihre einzelnen Vorstellungswelten errichten können, in denen sich, jeweils in Objekt und Subjekt getrennt, der Wille der absoluten Wirklichkeit widerspiegelt. Der Wille an sich ist einerseits frei, aber blind, andererseits sehend, da von der eigenen Vorstellung festgelegt (Determinismus), aber unfrei. Deshalb kann das Subjekt den Willen nicht mehr zur Unterscheidung von Schöpfung und Zerstörung nutzen und Sinn entwickeln. Schweitzer sieht die Essenz zur Überwindung dieses Paradoxons a priori im Menschen angelegt, Inneres wird entsprechend externalisiert. Die kritische Auseinandersetzung mit der in Frankreich populär gewordenen Existenzphilosophie beschäftigte Schweitzer noch in seinen letzten Lebensjahren; Jean-Paul Sartre war der Sohn von Schweitzers Cousine Anne-Marie. Sartres Existentialismus geht von den gleichen Vorstellungen aus: Der Sinnlosigkeit steht die freie Verantwortung des vereinzelten Gewissens gegenüber, das sich allerdings in seiner Ich-Bezogenheit seine Essenz in der Intersubjektivität durch das Eintreten für bestimmte Werte selber schafft: Außeneinflüsse werden entsprechend internalisiert.

## Theologisches Werk

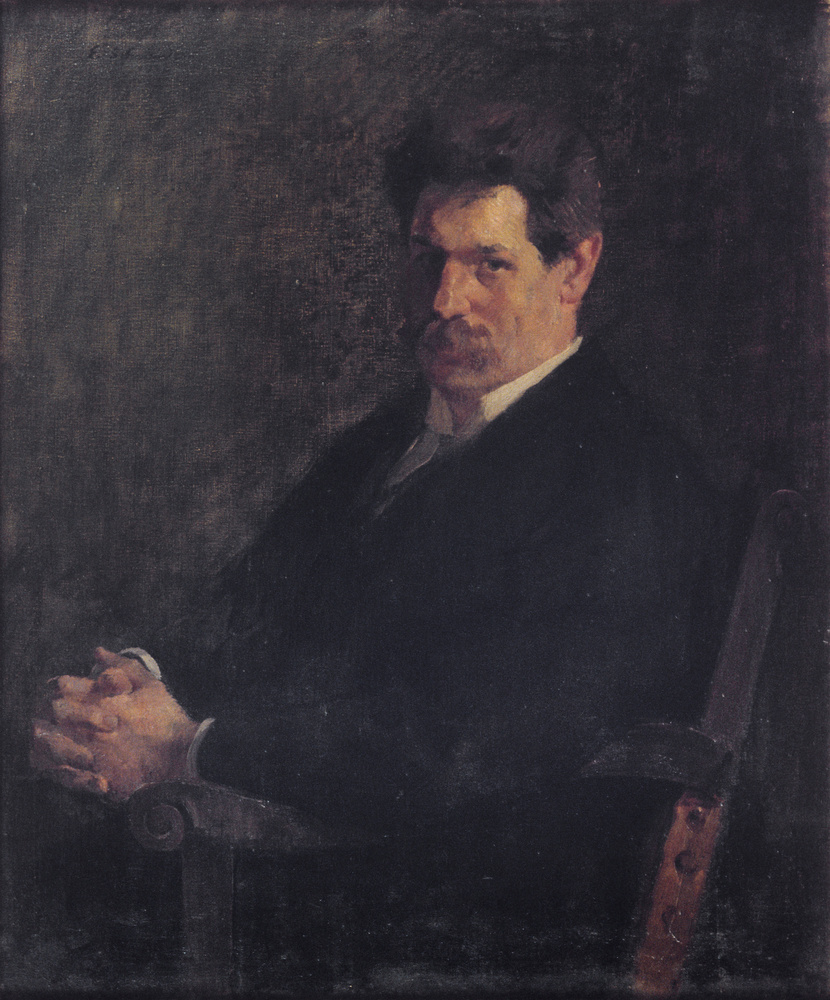
Schweitzer im Jahr 1912. Ölbild von Émile Schneider, Musée d’Art moderne et contemporain de Strasbourg

Albert Schweitzer verstand sich selbst in erster Linie als Philosoph. Als Schüler des Straßburger Neutestamentlers Heinrich Holtzmann, ein führender Vertreter der historisch-kritischen Forschung seiner Zeit, befasste sich Albert Schweitzer zeitlebens auch mit theologischen Themen, insbesondere Fragen der Bibelauslegung und Theologie des Neuen Testaments sowie mit dem Thema der religiösen Mystik.

### Geschichte der Leben-Jesu-Forschung
Schweitzer erkennt in allen historistischen Entwürfen vom Leben Jesu nur die Projektionen der betreffenden Forscher, die ihre eigenen Vorannahmen und Vorstellungen von Jesus in ihre Darstellung hineinlesen. Keinen der Versuche der liberalen Theologie seiner Zeit, sich mit den Mitteln historischer Rekonstruktion der authentischen Gestalt und Botschaft Jesu Christi zu nähern, hält Schweitzer für gelungen. Lediglich das Werk von Johannes Weiß nimmt er ernst. Während nach Johannes Weiß jedoch nur die Predigt Jesu vom Gedanken des in Kürze bevorstehenden Weltendes und Anbrechens des Gottesreiches bestimmt war, behauptet Schweitzer, dass auch Jesu Handeln durch diese Naherwartung bestimmt werde. Diese Position wird in der Theologie als konsequente Eschatologie bezeichnet. Schweitzer betont den großen Abstand zwischen dem jesuanischen Weltbild und dem Weltbild der eigenen, modernen Zeit. Bedingt durch diesen Abstand begegne uns der Galiläer wieder wie ein Unbekannter, der von Grund auf neu entdeckt werden müsse. Obwohl sich viele spätere Theologen bezüglich der Unmöglichkeit einer authentischen Leben-Jesu-Rekonstruktion auf Schweitzer berufen, war er selbst in dieser Hinsicht weniger pessimistisch als zum Beispiel Rudolf Bultmann.

In den Schlussbetrachtungen zeigt er auf, dass die Leben-Jesu-Forschung Jesus in unsere Zeit habe holen wollen. Er betont, dass dabei viel geleistet worden sei und bezeichnet die Leben-Jesu-Forschung als „einzigartig große Wahrhaftigkeitstat“. Dennoch hat er Kritikpunkte. Die Modernisierungsversuche am Jesusbild scheiterten, weil Jesus sich nicht in unserer Zeit festhalten lasse. Er bleibe in seiner eigenen Zeit und habe seine eigenen Vorstellungen: Er arbeite mit der jüdischen Eschatologie und lebe mit der jüdischen Metaphysik. Das „zeitlich Bedingte in seiner Verkündigung abzuschwächen und umzudeuten“ führe jedoch nicht dazu, dass „er uns dadurch mehr würde“. Allgemein lasse sich keine Person durch historische Betrachtung wieder zum Leben erwecken. Daher sei unser Verhältnis zu Jesus ein mystisches. In Beziehung zu ihm träten wir dadurch, dass wir ein gemeinsames Wollen und Anliegen erkennten und uns selbst in ihm wiederfänden. Wir ließen dabei unseren Willen von seinem klären, bereichern und beleben. Die christliche Religion sei demnach nicht Jesuskult, sondern Jesusmystik. Ähnlich wie bei den Jüngern am See Tiberias (Joh 21) komme Jesus auf uns zu als „ein Unbekannter und Namenloser“. Und er rufe uns zu „Du aber folge mir nach!“
„Und denjenigen, welche ihm gehorchen, Weisen und Unweisen, wird er sich offenbaren in dem, was sie in seiner Gemeinschaft an Frieden, Wirken, Kämpfen und Leiden erleben dürfen, und als ein unaussprechliches Geheimnis werden sie erfahren, wer er ist.“

### „Die Mystik des Apostels Paulus“
In seiner Untersuchung über Paulus betont Schweitzer dessen mystische Dimension, aus der heraus Paulus nur die Ethik Jesu und die mythologische Dimension seiner Kreuzigung und Wiederauferstehung als Christus beachte und die Parusie-Verzögerung als Aufforderung zur weltweiten Ausbreitung der Lehre Christi als Voraussetzung für den Beginn des Reiches Gottes interpretiere, zumal Christen schon im Diesseits Teil des Reiches geworden seien (zum Beispiel Römerbrief 6, 1–14, Epheserbrief 2,5 ff). Die von Paulus betriebene Bekehrung von Heiden zu Christus mache über den eingeschränkten Kreis der Jünger hinaus die christliche Gemeinde (und später die Kirche) zum eigentlichen Vermächtnis Jesu; seine Kreuzigung sei nicht das Ende, sondern der Anfang der Eschatologie, die durch die zweite Rückkehr des „Gottessohnes“ vollendet werden soll. Sowohl Schweitzers Deutung der Gestalt Jesu als auch seine Sicht von Paulus wurden von der überwiegenden Mehrzahl der zeitgenössischen Theologen abgelehnt.

## Musik
Albert Schweitzer war ein bekannter Organist, Musikwissenschaftler, Theoretiker des Orgelbaus und einer der für das 20. Jahrhundert stilbildenden Interpreten der Musik Johann Sebastian Bachs.

### Orgelreform
Schweitzers Ansichten zum Orgelspiel sind von seinen religiösen Vorstellungen nicht zu trennen. So meint er zum Beispiel in Bezug auf die Wiedergabe von Orgelwerken im Konzertsaal:

„Durch die Wahl der Stücke und die Art der Wiedergabe suche ich den Konzertsaal zur Kirche zu machen. […] Durch ihren gleichmäßigen und dauernd aushaltbaren Ton hat die Orgel etwas von der Art des Ewigen an sich. Auch in dem profanen Raum kann sie nicht zum profanen Instrument werden.“

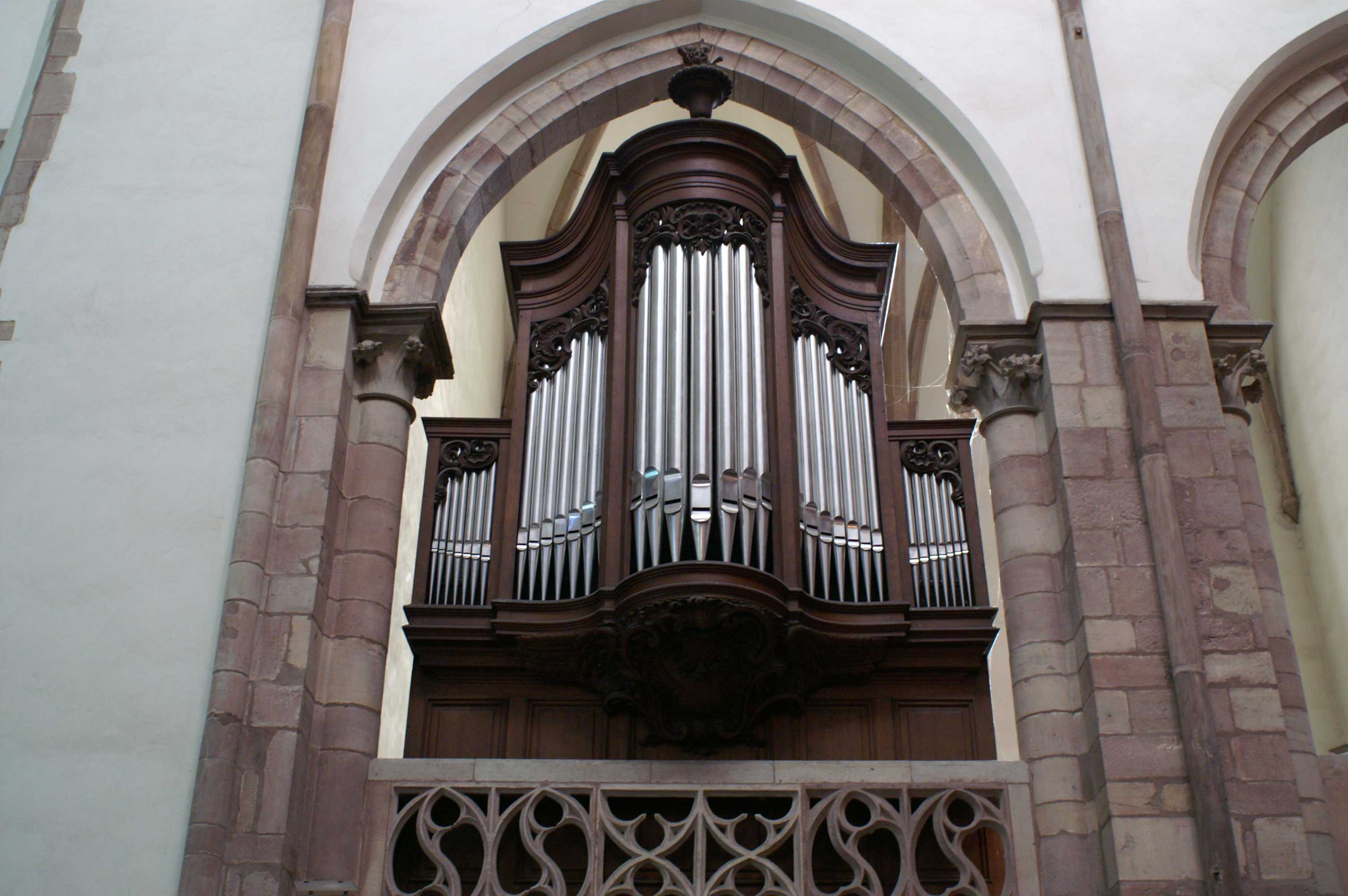
Die nach den Plänen von Albert Schweitzer 1905 gebaute Orgel in der Thomaskirche in Straßburg

Als einer der Hauptvertreter der sogenannten Elsässisch-Neudeutschen Orgelreform propagierte Schweitzer ab Anfang des 20. Jahrhunderts gegen die damals in Deutschland üblicherweise gebauten Instrumente einen neuen Orgeltyp: Dieses Instrument sollte den ausgewogenen Plenum-Klang der französischen spätromantischen Orgel Aristide Cavaillé-Colls, die verschmelzungsfähigen Zungenstimmen der deutschen und englischen Romantik und den Obertonreichtum der alten klassischen Orgeln des Elsass („Silbermann-Orgeln“) miteinander verbinden. Eine neue Spieltischgestaltung sollte die Logik und Übersichtlichkeit der französischen Spielanlage und die in Deutschland gebräuchlichen Spielhilfen vereinen (Deutsche und französische Orgelbaukunst und Orgelkunst. Leipzig 1906).
Vor allem im Elsass wurden mehrere Orgeln nach Schweitzers Vorstellungen realisiert. Registerreiche Reformorgeln entstanden in St. Reinoldi, Dortmund (1909, V/P 105, 1939 um ein Rückpositiv mit sechs Registern erweitert, 1943/1944 zerstört) und Sankt Michaelis, Hamburg (1912, V/P 163, nach Kriegsschäden 1943 durch den Neubau von 1962 ersetzt). Schweitzers Vorstellungen von der Orgel galten nach dem Ende des Zweiten Weltkriegs mit der zunehmenden Bedeutung der Orgelbewegung zunächst als weitgehend überholt. Mit der erneuten Wertschätzung der Orgel des 19. Jahrhunderts, mit der Begeisterung für Orgelbau und Orgelmusik der französischen Spätromantik seit den 1970er Jahren zeigen besonders im deutschsprachigen Raum viele Orgelneubauten, die eine Synthese verschiedener historischer Stilelemente anstreben, eine Nähe zu Schweitzers Vorstellungen. Schweitzer wirkte bewusstseinsbildend für die wachsende Wertschätzung alter Orgeln im frühen 20. Jahrhundert. Auch in der Zeit seines Wirkens in Afrika setzte er sich immer wieder für die Erhaltung historischer Instrumente ein und begleitete Neubauten mit seinem Rat.

### Bach-Interpret
Als Bach-Interpret wandte sich Schweitzer gegen die seiner Meinung nach übertriebene dynamische und farbliche Differenzierung des spätromantischen Orgelspiels, wie sie sich in Deutschland und Mitteleuropa ab der Mitte des 19. Jahrhunderts unter dem Einfluss der Liszt-Schule etabliert hatte. Er wurde darin bestärkt durch seine Kenntnis der französischen Tradition des Bach-Spiels und seine Studien bei Charles-Marie Widor, Komponist und Organist an Saint-Sulpice in Paris.

„Weil Bachs Musik Architektur ist, sind bei ihr crescendi und decrescendi, die in der Beethovenschen und Nachbeethovenschen Musik Gefühlserlebnissen entsprechen, nicht angebracht. Eine Abwechslung zwischen Stark und Schwach ist in ihr sinnvoll insoweit, als sie dazu dient, Hauptsätze hervor- und Nebensätze zurücktreten zu lassen. Nur innerhalb dieser forti und piani sind deklamatorische crescendi und descrescendi angebracht. Verwischen sie den Unterschied zwischen forte und piano, so machen sie die Architektur des Stückes zunichte.“

Schweitzer propagierte für die freien Orgelwerke Bachs eine einheitliche, behutsam terrassendynamisch gestaffelte Registrierung. Der Jalousieschweller sollte allenfalls für großräumige Steigerungen und zum Nachzeichnen melodischer Bögen verwendet werden. Der Gebrauch des Registerschwellers (Walze) beim Solovortrag alter Orgelmusik galt Schweitzer als unkünstlerisch. Er vermied als Interpret Extreme. Er bevorzugte langsame Tempi, die seiner Ansicht nach das Erfassen der polyphonen Strukturen gewährleisten, der Aufführungspraxis zu Bachs Zeit entsprächen, und sah im zu schnellen Spiel den erfolglosen Versuch, mangelnde Plastik des Vortrags auszugleichen. Außerdem praktizierte er eine zurückhaltende Agogik. Die Phrasierung soll nach Schweitzer immer dem jeweiligen Formzusammenhang untergeordnet sein. Er verwirft dabei gleichermaßen ein durchgängiges staccato wie legato.

„Während man zur Mitte des 19. Jahrhunderts Bach merkwürdigerweise durchgängig staccato spielte, verfiel man nachher in das andere Extrem, ihn in monotonem Legato wiederzugeben. Also lernte ich es 1913 bei Widor. Mit der Zeit aber ging mir auf, daß Bach lebendige Phrasierung verlangt. Er denkt als Violinist. Die Noten sind bei ihm in der Art untereinander zu verbinden und voneinander abzusetzen, wie dies dem Violinbogen natürlich ist. […] Es ist ganz falsch, zu meinen, daß in der monotonen Bindung den Anforderungen des Meisters am besten entsprochen wird.“

In Lambarene spielte Schweitzer nach seiner Arbeit im Hospital auf einem extra für ihn gebauten tropenfesten Klavier mit Orgelpedal. Er übte damit auch für seine Schallplatteneinspielungen und die Orgelkonzerte, deren Erlös seiner karitativen Arbeit zugutekam. Seine Schallplattenaufnahmen mit Werken Bachs in Allhallows Barking-by-the-Tower, London (Dezember 1935), und Sainte-Aurélie, Straßburg (Oktober 1936), sowie an der 1931 nach seinen Vorstellungen gebauten kleinen Orgel der Pfarrkirche in Günsbach (Anfang 1950er Jahre) mit Werken von Bach, Franck und Mendelssohn liegen in verschiedenen Wiederveröffentlichungen vor.

### Monographie „Johann Sebastian Bach“
Schweitzers Orgellehrer Charles-Marie Widor regte auch ein Buch über Johann Sebastian Bach an, durch das die französische Orgelwelt stärker mit der für Bach grundlegenden protestantischen Kirchenmusik und ihrem Wortbezug vertraut gemacht werden sollte (Jean-Sébastien Bach, le musicien-poète. Paris u. Leipzig 1905). Widor selbst, Schweitzer freundschaftlich zugetan, verfasste dazu das Vorwort. Er riet auch zu einer deutschen Fassung, woraus durch völlige Neubearbeitung Schweitzers große Bach-Monographie (Johann Sebastian Bach. Leipzig 1908) entstand, ebenfalls mit einem Vorwort Widors versehen. Während die biographischen Details und die Datierung insbesondere der Kantaten inzwischen durch die Bachforschung weitgehend überholt beziehungsweise erweitert worden sind, ist die Bach-Monographie in musikästhetischer Hinsicht nach wie vor ein Standardwerk von großer geistes- und wissenschaftsgeschichtlicher Bedeutung. Schweitzer hebt besonders den im Werk Bachs konventionalisierten Gebrauch von Themen und Motiven, Tonarten und Instrumenten hervor. Er hat damit vergleichsweise früh, ohne die Termini zu verwenden, die rhetorische Qualität („Klangrede“) der Alten Musik und die Bedeutung der Affektenlehre thematisiert. Den Schlüssel sah er dabei in den Kantaten. Er fand immer wiederkehrende, sehr bildliche Motive, am auffallendsten bei der Beschreibung von Bewegungen wie etwa gehen, laufen, fallen, darniedersinken oder bewegungsintensiven Dingen wie Schlangen, Wogen, Schiffen, Flügeln und ebenso abstrakte, bestimmte Affekte wie Freude, Trauer, Schmerz oder Lachen, Seufzer, Ächzen, Weinen beschreibende Motive. Schweitzer stellt diese musikalische Sprache systematisch dar und gibt dem Bach-Interpreten Hinweise, wie einzelne Motive zu artikulieren und gestalten seien, um die zugrunde liegenden Bilder herauszuarbeiten. Er zeigt auch, dass zum Beispiel die Orgel-Choralbearbeitungen diese Sprache enthalten und zum Verständnis und zur Darbietung dieser Musik die Kenntnis des Choraltextes gehört.
Ein wichtiger Denkanstoß dürfte Schweitzer von der an sich völlig anders gearteten Leitmotivik Richard Wagners gekommen sein, dessen Musik er sehr schätzte. Allerdings arbeitet er in dem Kapitel „Dichterische und malerische Musik“ seiner Bach-Monographie die grundlegend unterschiedlichen Herangehensweisen der beiden Komponisten beim Umgang mit Themen und Motiven heraus. Bei Wagner und anderen „dichtenden“ Musikern werde versucht, ein dramatisches Geschehen als „ästhetische Ideenassoziationen“ mit der Musik auf die Zuhörer zu übertragen; sie richteten sich mitsamt ihren (Leit-)Motiven an das Gefühl. Bach und andere „malende“ Musiker stellten das Geschehen in Bildern oder aufeinander folgenden Bildern dar. Ihre Motive und Themen wendeten sich an die Vorstellungskraft und die Phantasie der Zuhörer.

### Herausgeber von Bachs Orgelwerken
Schweitzer war auch Mitherausgeber einer Ausgabe von Bachs Orgelwerken. Die ersten fünf Bände der Bachschen Orgelwerke erschienen 1912/13 auf Deutsch, Englisch und Französisch in dem amerikanischen Musikverlag Schirmer, New York. Herausgeber waren Charles-Marie Widor und Albert Schweitzer. Sie enthalten die Präludien, Toccaten, Fantasien, Fugen, die Canzona und Passacaglia, sowie die Konzerte und Triosonaten. Band VI wurde 1954 veröffentlicht, die Bände VII und VIII folgten erst 1967 nach Schweitzers Tod. Die Ausgabe bringt den reinen Notentext ohne Hinzufügungen durch die Herausgeber, wie Fingersätze, Angaben zu Dynamik, Tempo, Artikulation und Phrasierung. Hinweise zum Verständnis und zur Interpretation der Werke werden in den jeweiligen Vorworten gegeben. Mit dem Verzicht auf jeglichen Eingriff in den Notentext, um so der Intention des Komponisten nahe zu kommen, ist diese Ausgabe eine Pionierleistung zu einer Zeit, als die sogenannten instruktiven Ausgaben mit ihren subjektiven Veränderungen und Zusätzen der Herausgeber sehr verbreitet waren.

### Bachbogen
Neben der Orgel beschäftigte Schweitzer sich mit dem Geigenbogen. Ausgangspunkt war seine Kritik an dem Spiel der mehrstimmigen Passagen in Bachs Solo-Violinsonaten und in Bachs Suiten für Violoncello solo. Mit dem modernen Bogen lassen sich nur zwei Saiten gleichzeitig zum Klingen bringen. Stattdessen wird arpeggiert oder mit Intervallzerlegung gearbeitet, das heißt, zunächst werden die unteren beiden, danach die oberen beiden Töne gespielt. Dieses Brechen der Akkorde störte Schweitzer, zumal es mit ständigem Fortespiel und Kratzgeräuschen einherging. Er ging davon aus, dass vierstimmiges Geigenspiel zu Bachs Zeit möglich und üblich war, und sah sich in Berichten zum Beispiel über Bachs älteren Zeitgenossen Nicolaus Bruhns bestätigt.

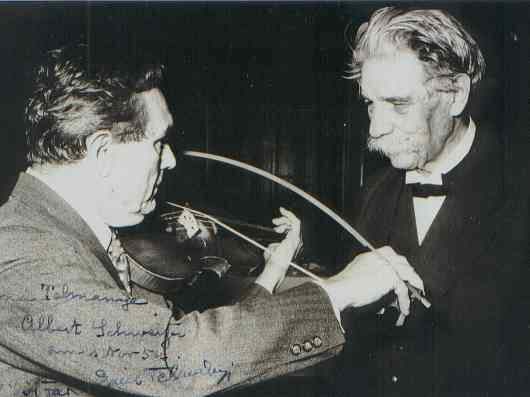
Der Geiger Emil Telmányi führt Albert Schweitzer seinen Rundbogen vor (1954)

Der Schlüssel lag in der Verwendung eines konvexen Bogens, dessen Haare beim Spiel so entspannt werden können, dass ein gleichzeitiges Anstreichen aller Saiten möglich ist. Schweitzer sah die einzige Möglichkeit, das Problem zu lösen, in einer Neukonstruktion. Gemeinsam mit dem Geiger Rolph Schroeder entwickelte er einen konvexen Bogen mit einer Hebelapparatur am unteren Ende, mit der die Entspannung der Haare beim Spiel möglich war. Er nannte diesen Bogen „Bachbogen“, wohl wissend, dass er damit kein historisches Instrument aus Bachs Zeit, sondern eben eine Neukonstruktion vorgelegt hatte. Heute wird dieser Bogen als Rundbogen bezeichnet.
Schweitzer verfolgte weitere Versuche, den Rundbogen zu realisieren, mit lebhaftem Interesse. Der Rundbogenspieler Georges Frey war mit Schweitzer befreundet. Der Cellist Michael Bach entwarf ab den 1990er Jahren verschiedene Varianten des Rundbogens für das Cello und andere Streichinstrumente.

## Engagement gegen atomare Rüstung und Krieg
Albert Schweitzer hat versucht, sich möglichst wenig in politische Auseinandersetzungen hineinziehen zu lassen. Dies änderte sich allerdings mit seinem Engagement gegen die atomare Rüstung. Bereits am 14. April 1954 schrieb er einen Leserbrief im Daily Herald, London, „Die Folgen der Wasserstoffbomben-Explosion bilden ein höchst beängstigendes Problem. … Erforderlich wäre, dass die Welt auf die Warnrufe der einzelnen Wissenschaftler hörte, die dieses furchtbare Problem verstehen. So könnte die Menschheit beeindruckt werden, Verständnis gewinnen und die Gefahr begreifen, in der sie sich befindet.“ Bei der Rede anlässlich der Übergabe des Friedensnobelpreises vom 4. November 1954 in Oslo mit dem Titel Das Problem des Friedens in der heutigen Welt äußerte er sich erneut zur Gefahr der Atomrüstung.
Albert Schweitzer wurde von mehreren Freunden, unter anderem Albert Einstein und Otto Hahn, gedrängt, seine Autorität gegen die Atomrüstung einzusetzen. Er zögerte allerdings, weil er sich zunächst nicht kompetent genug fühlte. Endgültig überzeugte ihn dann allerdings der Publizist Norman Cousins. Nachdem er sich intensiv auch mit den wissenschaftlichen Grundlagen der Atomphysik und den Folgen von Atomwaffentests auseinandergesetzt hatte und brieflich und persönlich befreundete Fachleute wie Werner Heisenberg, Frédéric Joliot-Curie und Albert Einstein befragt hatte, sendete er am 23. April 1957 über den Sender Radio Oslo einen „Appell an die Menschheit“. Dieser Appell erfuhr weltweite Aufmerksamkeit und wurde in 140 Sendern übernommen. Am 28., 29. und 30. April 1958 folgten drei weitere Appelle, „Verzicht auf Versuchsexplosionen“, „Die Gefahr eines Atomkrieges“, „Verhandlungen auf höchster Ebene“ die vom Präsidenten des norwegischen Nobelpreiskomitees, Gunnar Jahn, vorgelesen wurden. Sie wurden unter dem Titel „Friede oder Atomkrieg“ gedruckt. Schweitzer gehörte 1958 neben Otto Hahn zu den prominentesten Unterzeichnern einer von Linus Pauling initiierten Unterschriftensammlung bei namhaften Wissenschaftlern gegen die Kernwaffentests. Schweitzer trat auch der 1957 gegründeten amerikanischen Friedensgruppe National Committee for a sane nuclear policy (SANE) bei.
Schweitzer wurde für sein Engagement und seine Aussagen neben vielfacher Zustimmung auch heftig angegriffen. Die Neue Zürcher Zeitung schrieb am 10. September 1958 unter dem Titel „Seltsamer Albert Schweitzer“: „Der verehrte Name Albert Schweitzers darf nicht davon abhalten, festzustellen, dass dieses Dokument politisch und philosophisch, militärisch und theologisch wertlos ist. Das Wagnis, das er dem Westen zumutet, ist an sich schon ungeheuerlich. Das Urteil über Amerika und die Sowjetunion anderseits macht es vollends unmöglich, Albert Schweitzers Rat ernsthaft in Erwägung zu ziehen.“
Nach dem Abschluss des Versuchsstoppabkommens im Jahr 1963 beglückwünschte Schweitzer John F. Kennedy und Nikita Sergejewitsch Chruschtschow brieflich zu ihrem „Mut und Weitblick, eine Politik des Friedens einzuleiten“. Allerdings protestierte er im selben Jahr noch einmal öffentlich gegen die nach dem Vertrag weiterhin erlaubten unterirdischen Kernwaffentests.

## Auszeichnungen
- Bernhard-Nocht-Medaille
- 1928: Goethepreis der Stadt Frankfurt am Main[33]
- 1949: Ehrenbürger der Stadt Königsfeld im Schwarzwald
- 1951: Friedenspreis des Deutschen Buchhandels[34]
- 1951: Johann-Peter-Hebel-Preis[33]
- 1952: Paracelsus-Medaille[33]
- 1952: Friedensnobelpreis (im Oktober 1953 rückwirkend für 1952 zuerkannt;[35] entgegengenommen am 4. November 1954 in Oslo[36])
- 1952: Die schwedische Prinz-Carl-Medaille[33]
- 1952: Wahl in die Académie des sciences morales et politiques als Nachfolger Philippe Pétains
- 1954: Mitglied der American Academy of Arts and Sciences
- 1954: Pour le Mérite für Wissenschaften und Künste
- 1955: Order of Merit
- 1955: Ehrenmitglied der American Academy of Arts and Letters[37]
- 1956: Ritter des Lazarus-Ordens[33]
- 1956: Korrespondierendes Mitglied der British Academy[38]
- 1958: Ehrendoktor der Westfälischen Wilhelms-Universität in Münster
- 1959: Ehrenbürger der Stadt Frankfurt am Main
- 1959: Sonning-Preis der Universität Kopenhagen[33]
- 1964: Ehrendoktor der Technischen Universität Braunschweig

## Kritik

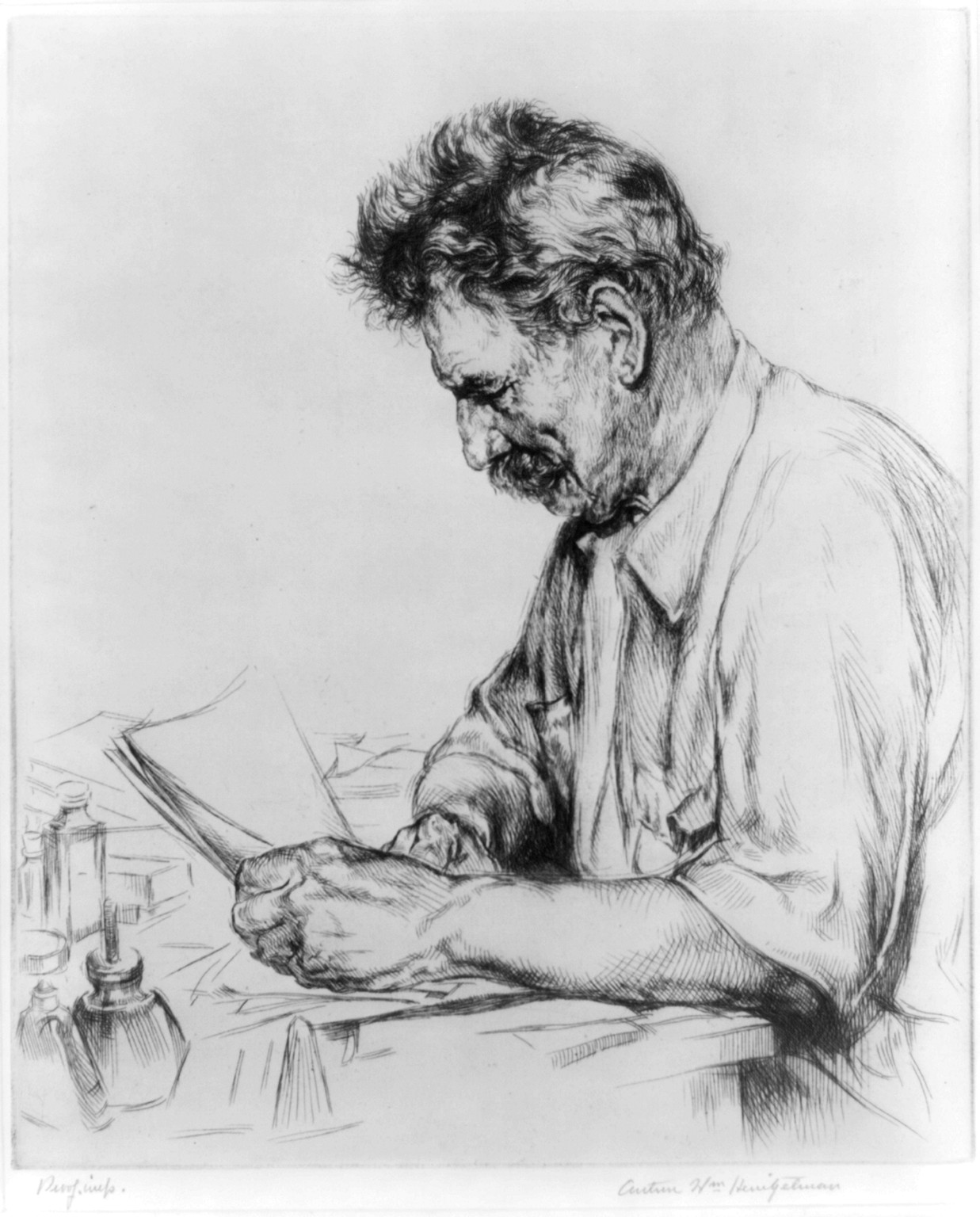
Albert Schweitzer auf einer Zeichnung von Arthur William Heintzelman (1950er Jahre)

Zum Teil wurden Schweitzer rassistische, paternalistische und pro-kolonialistische Einstellungen vorgeworfen. Der amerikanische Journalist John Gunther bereiste Afrika in den 1950er Jahren und veröffentlichte ein Buch über den Kontinent. Er hatte auch Lambarene besucht und äußerte sich in seinem Buch kritisch über Schweitzer. Nach dem Erscheinen der deutschen Ausgabe im Jahr 1957 erschien Gunthers Kritik im Spiegel. Gunther schrieb, Schweitzer habe „neben seinen überragenden geistigen und sittlichen Fähigkeiten“ auch menschliche Fehler. Er sei gelegentlich „verbohrt, diktatorisch, vorurteilsvoll, pedantisch“ sowie „reizbar und etwas eitel“. Er interessiere sich seltsam wenig für Afrika und die Einheimischen, er habe zum Beispiel außer ein paar Grußworten keine afrikanische Sprache gelernt. Er habe zudem wenig Vertrauen in die Fähigkeiten der Afrikaner. Auf die Frage eines seiner schwarzen Angestellten, warum er weniger tauge als Schweitzer, habe Schweitzer ihm das nicht etwa ausgeredet, sondern es ihm erläutert. Schweitzer sei erstaunlich unnahbar und bringe kaum Einfühlungsvermögen für seine Mitarbeiter auf. Bei einem Streit wolle er von den Beteiligten weder Erklärungen noch eine Entschuldigung anhören. Zum Spital schrieb Gunther, er habe in ganz Afrika kein ungepflegteres Spital gesehen. Die Ausstattung sei primitiv, es mangele an Medikamenten, Verbandszeug und einem Apparat zur Sterilisation unter Druck (Autoklav). Ein Verwundeter sei mit Mercurochrom behandelt worden, das in der modernen Medizin wegen des giftigen Quecksilbers abgelehnt werde.
Ausgehend von John Gunthers Kritik wich die Verehrung Schweitzers Ende der 1950er Jahre einer kritischen Bestandsaufnahme seines Hospitals. Schweitzer handelte sich auch Kritik ein, als er nach der Unabhängigkeit von Gabun (1960) kommentierte, das Land sei dafür noch nicht bereit. Chinua Achebe berichtete, dass Schweitzer gesagt habe, Afrikaner seien seine Brüder, jedoch seine „jüngeren Brüder“. Siegwart-Horst Günther, ein Mitarbeiter Schweitzers, hat solche Kritik an Schweitzer als oberflächlich, subjektiv und gehässig bezeichnet.
Viele kritische Äußerungen richteten sich vordergründig gegen Schweitzers Tätigkeit in Lambarene, zielten aber offensichtlich auf die Diskreditierung seines öffentlichen Ansehens als Friedensnobelpreisträger im Zusammenhang mit seinem Engagement gegen die Atomrüstung (Appell an die Menschheit vom 23. April 1957) und für die Friedensbewegung ab Mitte der 1950er Jahre. Theodor Heuss, den er noch aus seiner Jugendzeit kannte und den er getraut hatte, beanstandete Schweitzers Briefwechsel mit Walter Ulbricht und die Kontakte mit der DFU.
André Audoynaud, ärztlicher Direktor des Hôpital Administratif in Lambarene von 1963 bis 1966, kritisierte, Schweitzer habe seine Aufbauleistung übertrieben, da Lambarene schon in das Kolonialsystem und die Zivilisation eingebunden gewesen sei. Er habe sein Hospital trotz hoher Spenden nicht modernisiert und unelektrifiziert gelassen, unhygienische und krankheitsfördernde Zustände mit der Begründung von Tierliebe geduldet, Symptomkuriererei betrieben und blind das europäische Modell der Krankenversorgung übertragen. Überdies habe er einen kolonialen Führungsstil gepflegt, schwarze Angehörige von Erkrankten zu Fronarbeit gezwungen und geschlagen. Er sei – dem 19. Jahrhundert verhaftet – in Afrika ein Fremder geblieben, habe trotz großer Unterstützung wenig bewirkt, sich aber medienwirksam mit fremden Federn geschmückt. Diese Kritik wurde erst im Jahr 2005 veröffentlicht. Es gab so gut wie keine Augenzeugen mehr, um die Vorwürfe zu überprüfen. Einzelne Vorwürfe konnten widerlegt werden. In dem dokumentarischen Film Albert Schweitzer (1957) bereitet sich ein schwarzer Mediziner auf eine Operation vor. Zumindest im Jahr 1964 war der Operationssaal mit einem Generator versehen und mit elektrischen Operationsleuchten ausgestattet. Edmund Duboze, der zu Schweitzers Zeit Generalinspektor des militärärztlichen Dienstes Gabuns war, wies 1987 einige Kritikpunkte zurück.
In seiner 2009 erschienenen Biographie über Albert Schweitzer bezeichnete ihn der Theologe Nils Ole Oermann als einen „Meister der Selbstinszenierung“, ohne jedoch die großen Leistungen Schweitzers zu leugnen. Oermanns Schlagwort wurde wenige Jahre später vom Theologen Sebastian Moll aufgegriffen, der Schweitzer schon im Buchtitel als „Meister der Selbstinszenierung“ charakterisierte. Moll kam zu dem Ergebnis, dass Schweitzers autobiographische Angaben oft der positiven Inszenierung der eigenen Persönlichkeit dienen.
Caroline Fetscher kritisiert in ihrem Buch und einem Artikel in der wochentaz, dass Schweitzer den jüdischen Anteil an der Leistung des Tropenspitals in seinen Darstellungen lebenslang verschwieg bis hin zum Verschweigen der jüdischen Herkunft seiner Frau. Ohne die Leistung und unermüdliche Unterstützung der vielen jüdischen Ärzte, Ärztinnen und Krankenschwestern hätte Schweitzer Lambarene so nicht führen können.

## Nachleben

### Albert-Schweitzer-Spital in Lambarene
1913 gründete Albert Schweitzer mit seiner Frau Helene das Spital in Lambarene. 1917 wurden sie als deutsche Staatsbürger verhaftet und nach Frankreich gebracht. 1924 kehrte Schweitzer allein nach Lambarene zurück, baute das Spital wieder auf und erweiterte es. Schon im nächsten Jahr beschloss er, Lambarene zu verlassen und drei Kilometer flussaufwärts von Andende ein Krankenhaus auf eigenem Grund und Boden zu errichten. Dieses Krankenhaus wurde im Januar 1927 eingeweiht. Mit ihm wurde Schweitzer weltbekannt. In den 1950er Jahren ließ er hier ein Lepradorf bauen. Das Krankenhaus wurde mehrmals erweitert und modernisiert.

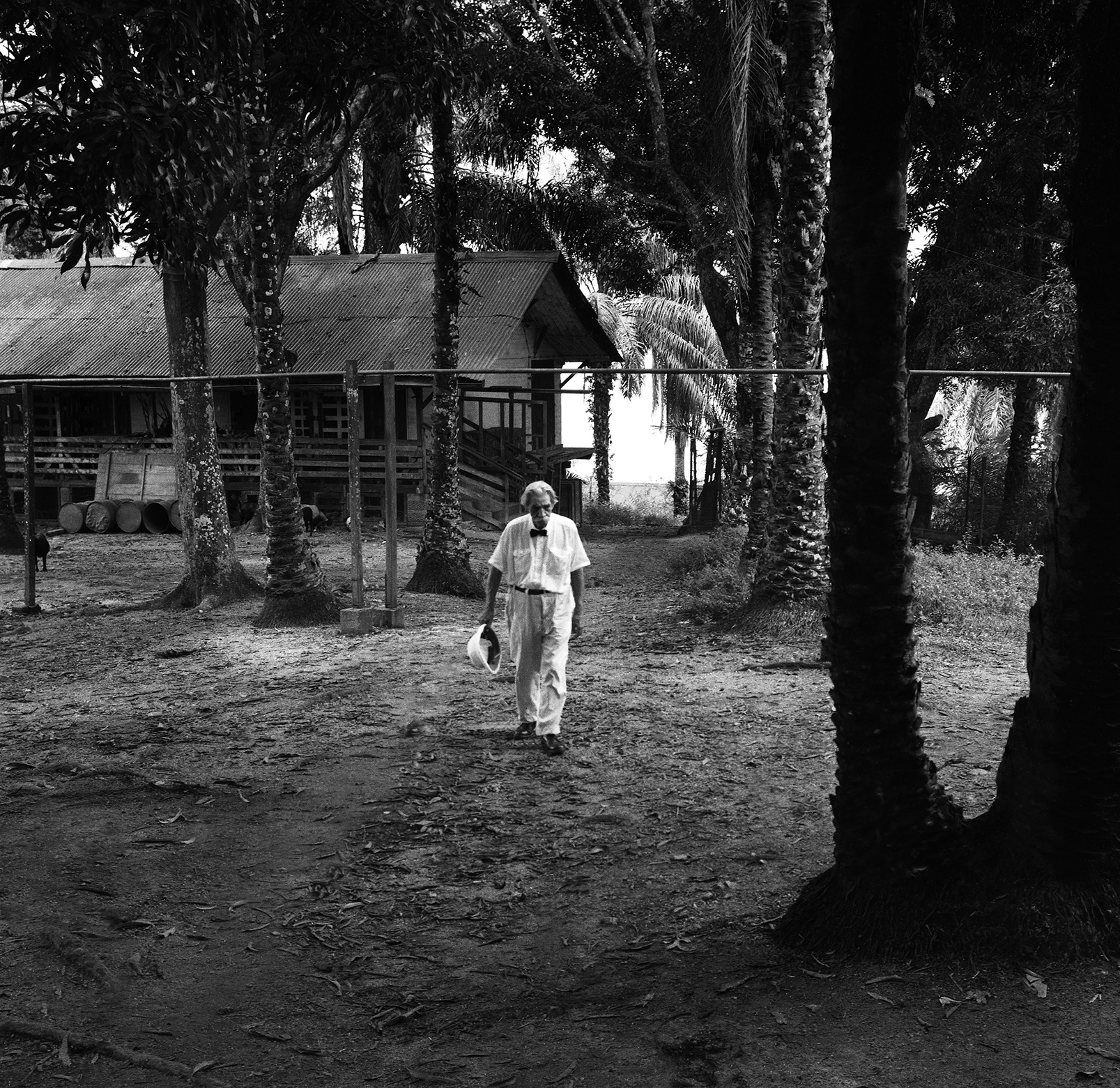
Albert Schweitzer 1964 in Lambarene

1961 bestand das Ärzteteam aus einem Japaner, einem Arzt aus Ungarn, einem US-Amerikaner und zwei Schweizern. Die zwölf diplomierten Krankenschwestern kamen aus den Niederlanden, dem Elsass, aus Deutschland, Großbritannien, Schweden und der Schweiz. Vierzig Heilgehilfen, Laboranten, Pflegerinnen und Hilfshebammen stammten aus Afrika und waren in Lambarene ausgebildet worden. Das Spital war wirtschaftlich, administrativ und technisch selbständig. Neben einem großen Gemüsegarten und Fruchtpflanzungen gab es 250 Schafe und Ziegen, eine Schreinerei, Mechaniker- und Elektrikerwerkstätte, Wäscherei, Küche und Bäckerei. Das am Fluss gelegene Hauptspital bestand aus einem Dorf mit 70 einfachen Holzhäusern mit Wellblechdächern und konnte 470 stationäre Patienten beherbergen. Im nahegelegenen Village de Lumière (dem ersten Spital von Lambarene) konnten 70 Leprapatienten gepflegt werden. Täglich wurden 100 bis 200 Kranke ambulant behandelt. Die Patienten kamen aus Dörfern im Umkreis von 600 Kilometern. Im Sinne von Schweitzers Ethik der Ehrfurcht vor dem Leben wurden in zwanzig Gehegen auch kranke Tiere – Hunde, Schafe, Ziegen, Pelikane, Antilopen und Affen – behandelt.
1964, ein Jahr vor seinem Tod, übertrug Schweitzer die ärztliche Leitung des Spitals dem Schweizer Arzt Walter Munz (1933–2021), der von 1961 bis 1971 in Lambarene arbeitete und später lange Jahre im Stiftungsrat tätig war. Seit 1974 wird das Spital von einer internationalen Stiftung geleitet, in welcher die Gabuner die Mehrheit haben und in der die wichtigsten unterstützenden Länder vertreten sind.
Um den wachsenden Anforderungen entsprechen zu können, wurde ein Neubau in Lambarene errichtet, der 1981 eingeweiht wurde. 1991 beherbergte die ganze Spitalsiedlung weit über tausend Menschen, das Hauptspital hatte 226 Betten. Die medizinischen Hauptbereiche kurative und präventive Medizin sowie Ausbildung und medizinische Forschung wurden von einer internationalen Mitarbeiterschaft getragen, von der der überwiegende Teil aus dem Gabun stammte.
Im Jahr 2015 wurde die vom Schweizer Hilfsverein finanzierte neue Geburtsstation (Maternité) eröffnet.
Im Jahr 2017 wurden mehr als 5000 Patienten stationär und fast 24.000 ambulant behandelt. In der Geburtsstation kamen jährlich etwa 1000 Kinder zur Welt.

### Albert-Schweitzer-Organisationen
1930 gründete Albert Schweitzer die Association Internationale pour l’œuvre du Dr Albert Schweitzer de Lambaréné (AISL). Dieser internationale Verein sollte sein Werk bekannt machen, Spenden für das Spital in Lambarene sammeln und die Arbeit nationaler Komitees in verschiedenen Ländern koordinieren. Innerhalb der AISL gab es zwei Kommissionen: eine für das Spital in Lambarene und eine für das geistliche Werk Schweitzers. Nach seinem Tod wurde die AISL Erbin des Spitals und leitete es von Europa aus. 1974 wurde das Spital in eine eigene Stiftung überführt. Seither widmet sich die AISL der Aufgabe, Albert Schweitzers geistiges Erbe zu erhalten und weiter zu verbreiten. Sie hat ihren Sitz im Schweitzer-Haus in Gunsbach.
Alle wichtigen Albert-Schweitzer-Vereinigungen in verschiedenen Ländern sind Mitglied der AISL. Die AISL listet auf ihrer Website folgende Organisationen auf (geordnet nach Gründungsjahr):
- The Albert Schweitzer Fellowship in den USA, gegründet 1940[59]
- Schweizer Hilfsverein für das Albert-Schweitzer-Spital in Lambarene (SHV), gegründet 1949 in Basel, im November 2020 umbenannt in Albert-Schweitzer-Werk (ASW)[60]
- Association Française des Amis d’Albert Schweitzer (AFAAS) in Straßburg, gegründet 1952 in Paris[61]
- Deutscher Hilfsverein für das Albert-Schweitzer-Spital in Lambarene, gegründet im Januar 1963. Der Verein mit Sitz in Offenbach am Main unterstützt den mobilen Mutter-Kind-Dienst zur medizinischen Versorgung Kranker in weit abgelegenen Gebieten und die Lieferung von Medikamenten nach Lambarene. Er unterhält zum anderen das Deutsche-Albert-Schweitzer-Zentrum.[62]
- Albert-Schweitzer-Komitee e. V. in Weimar, gegründet 1963[63]
- Fondation Internationale de l’hôpital Albert Schweitzer à Lambaréné (FISL), gegründet 1974. Diese Stiftung verwaltet das Spital in Lambarene.[55]
- Nederlands Albert Schweitzer Fonds in Utrecht, gegründet 1976[64]
- Albert-Schweitzer-Kinderdörfer und Familienwerke e. V. – Bundesverband, gegründet 1995 in Frankfurt am Main[65]
- Reverence for Life UK im Vereinigten Königreich. Gegründet als Friends of Albert Schweitzer UK, 2003 umbenannt in Reverence for Life UK.[66]
- Albert Schweitzer Institute an der Quinnipiac University in Hamden (Connecticut), USA[67]
- Association Suisse Albert Schweitzer, section romande, in Vevey[68]

Die Österreichische Albert Schweitzer-Gesellschaft (ÖASG) ist assoziiertes Mitglied der AISL. Die 1984 gegründete Gesellschaft unterstützte ursprünglich das Hospital in Lambarene. Heute ist sie weltweit in der Entwicklungshilfe sowie als mildtätige Organisation in Österreich tätig. Sie hat nur ehrenamtliche Mitarbeiter und ist von der UNO und der UNESCO als NGO anerkannt.

### Museen, Ausstellungen, Gedenkstätten (Auswahl)

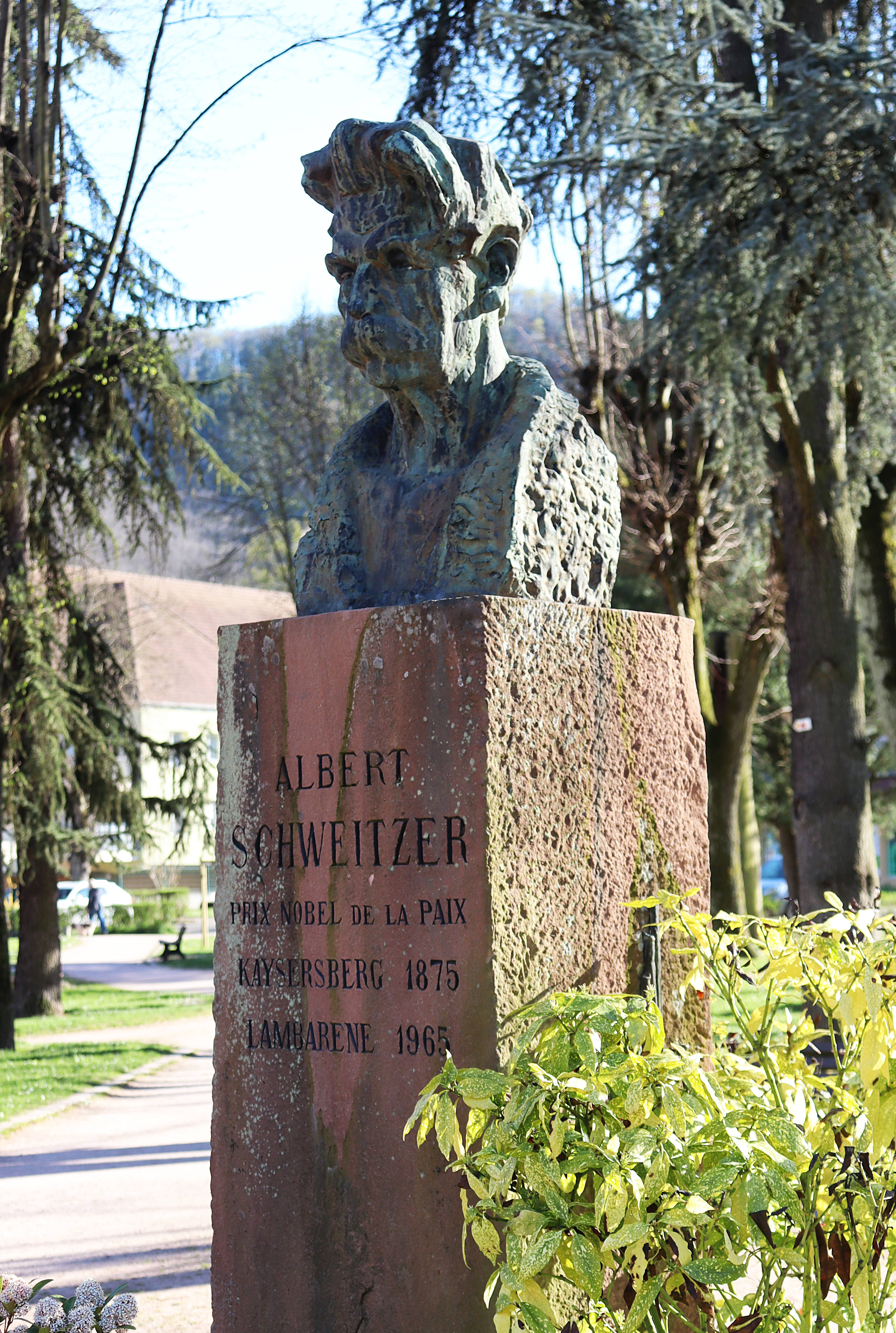
Büste im Albert-Schweitzer-Park in Kaysersberg

Neben dem Geburtshaus in Kaysersberg wurde 1967 ein Albert-Schweitzer-Museum eingerichtet, das heute Centre Schweitzer (Schweitzer-Zentrum) genannt wird. In dem angrenzenden kleinen Park (Parc Albert Schweitzer) erinnert eine Büste an Albert Schweitzer.
Im Wohnhaus von Albert Schweitzer in Günsbach richtete die AISL-Mitarbeiterin Alida Silver ab 1967 ein Archiv und Museum ein. Heute befinden sich hier 10.000 Briefe Schweitzers und über 70.000 Briefe, die ihm geschrieben wurden. Dazu gehören auch viele Manuskripte seiner veröffentlichten und unveröffentlichten Bücher und Predigten. Alle wichtigen Dokumente sind auf Mikrofilm festgehalten. Ebenso werden Zeitungsausschnitte, Dias, Filme, Tonband- und Videokassetten, Tonbänder und Schallplatten gesammelt, die Reden und Orgelkonzerte Schweitzers oder Berichte über das Spital in Lambarene festhalten und so Einblick in sein Leben, Wirken und Denken geben.
Oberhalb von Günsbach schuf der Bildhauer Fritz Behn 1969 das Monument Albert Schweitzer. Ein Albert-Schweitzer-Gedenkweg verbindet Gedenkorte in Günsbach mit dem Denkmal.

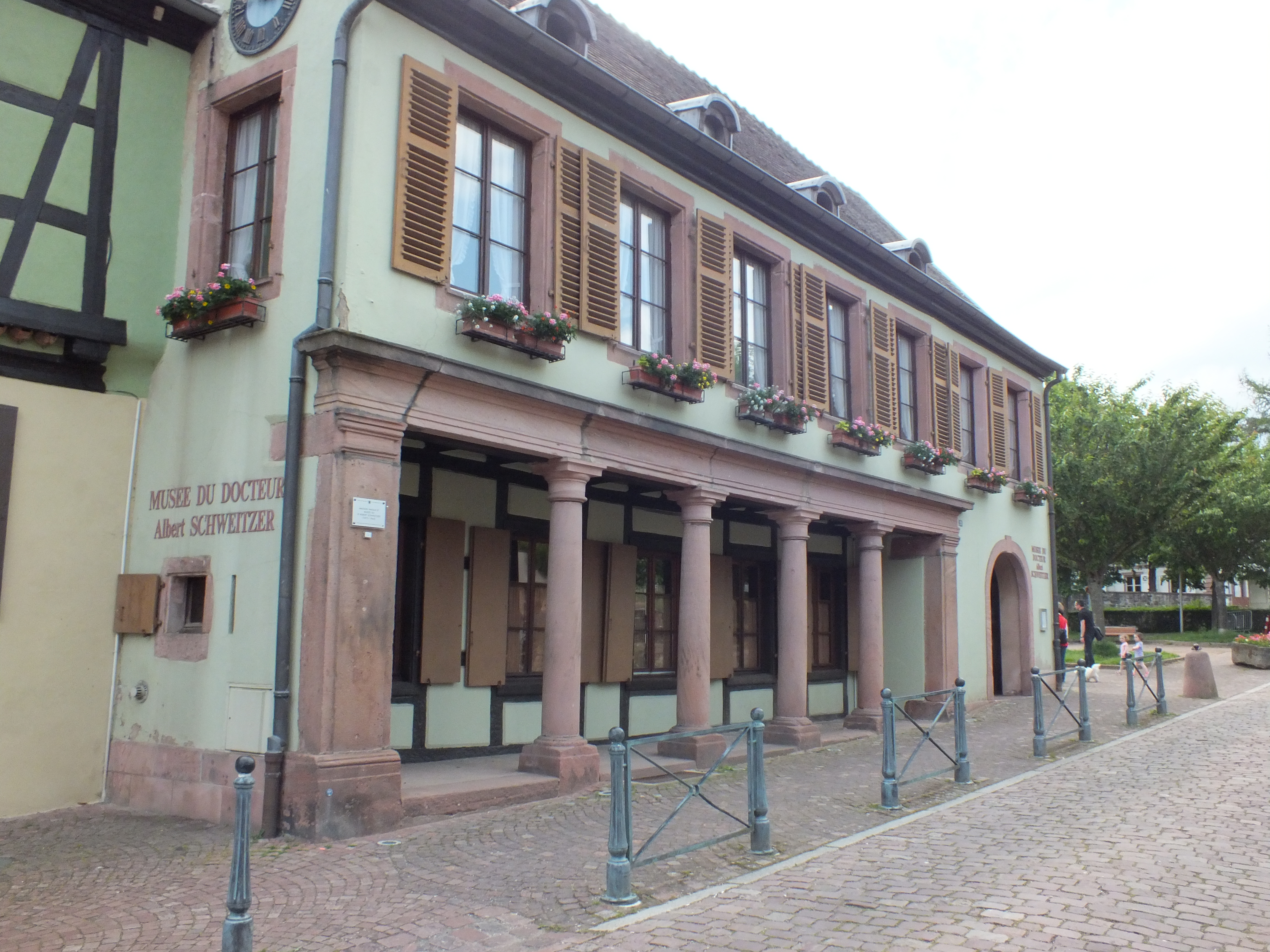
Schweitzer-Zentrum in Kaysersberg
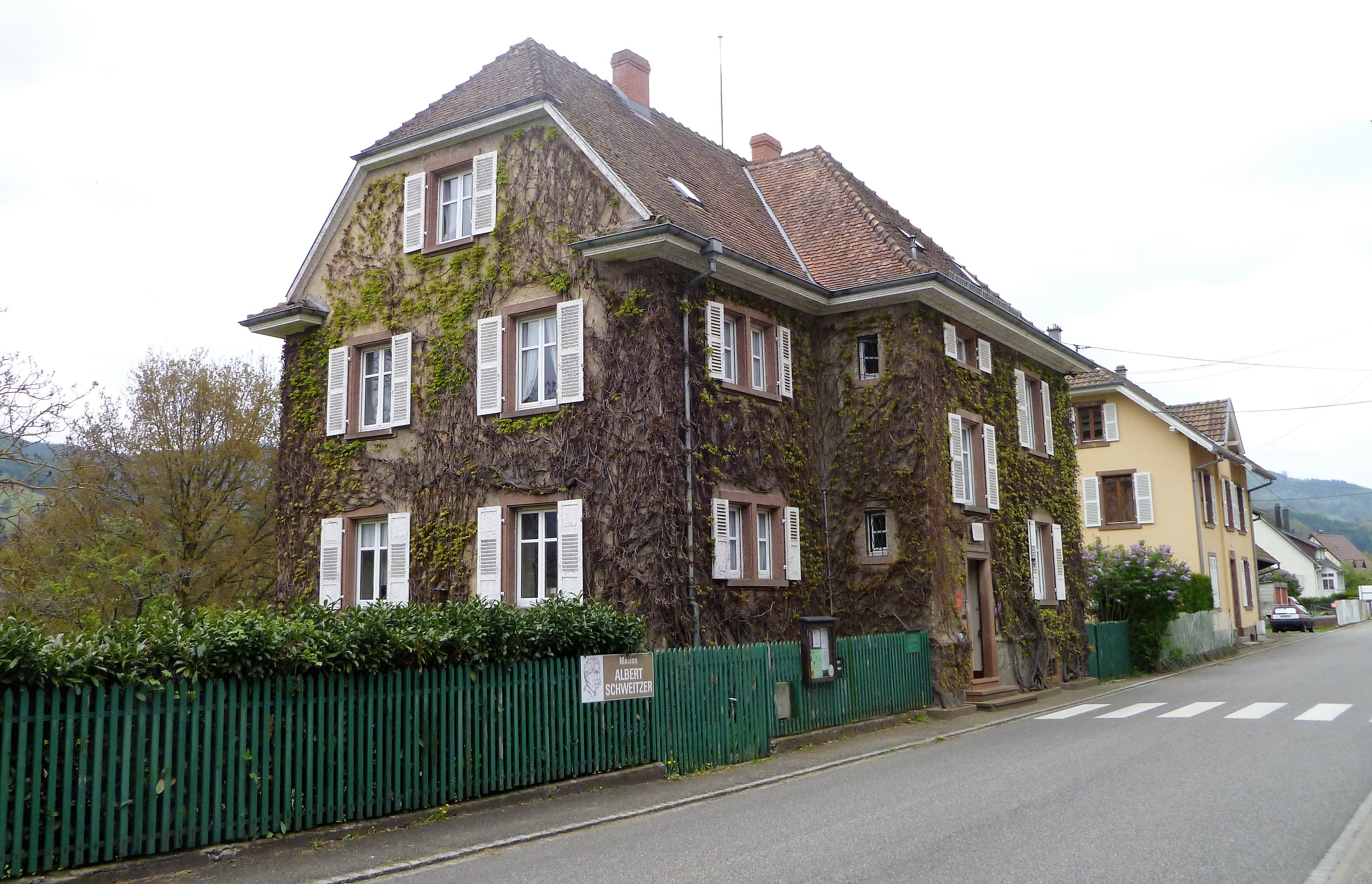
Schweitzer-Museum in Günsbach

Das Deutsche Albert-Schweitzer-Zentrum (DASZ) in Offenbach am Main umfasst ein Museum mit Dauerausstellung, eine Bibliothek und ein Archiv mit chronologischer Dokumentation. Es bietet Führungen, Vorträge und andere Veranstaltungen an.
Die Albert-Schweitzer-Gedenkstätte in Weimar wurde 1984 im Musäushaus eröffnet. Das in der Nähe stehende Albert-Schweitzer-Denkmal wurde bereits 1968 als eines der ersten Albert-Schweitzer-Denkmale errichtet.

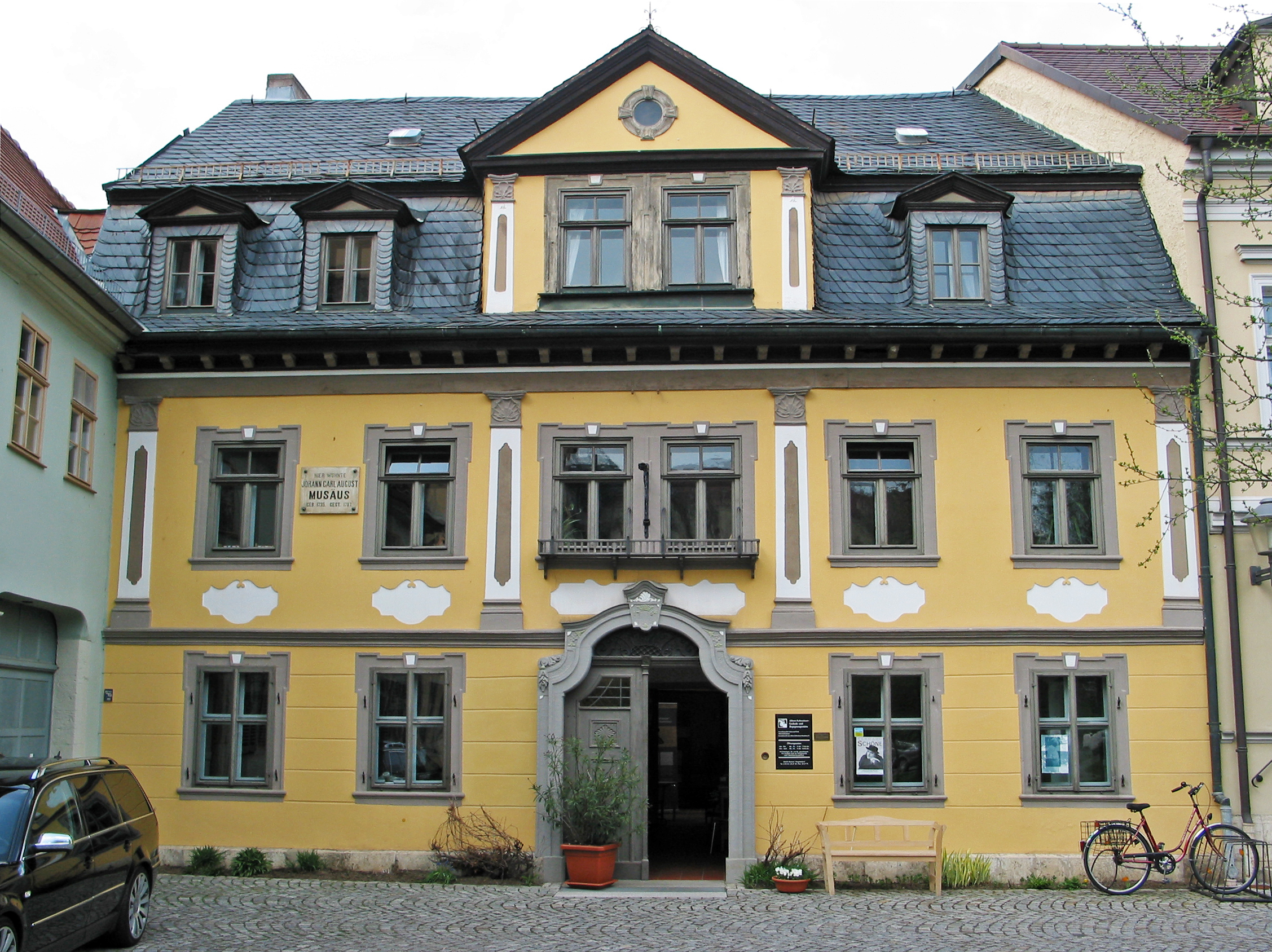
Albert-Schweitzer-Gedenkstätte in Weimar
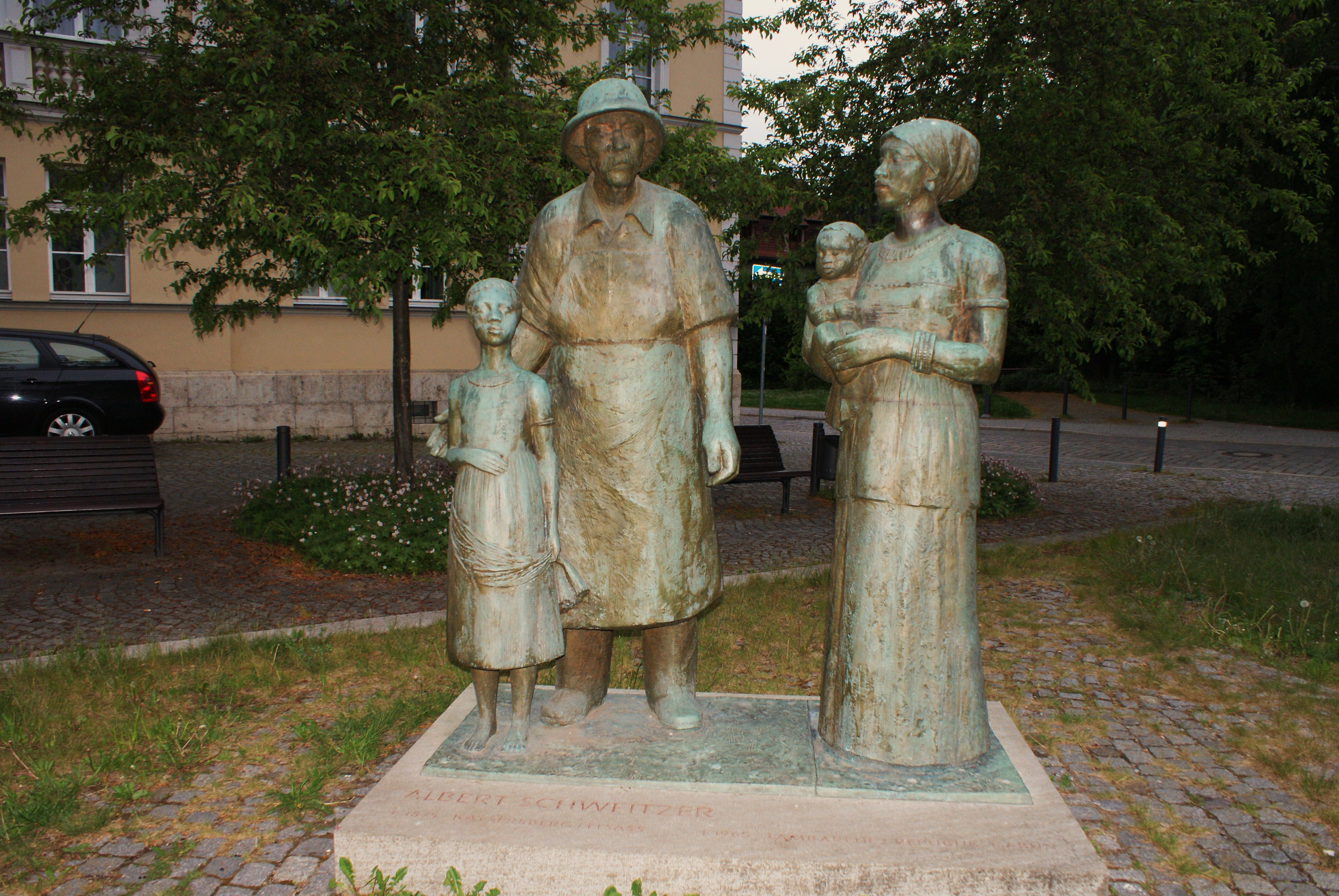
Albert-Schweitzer-Denkmal in Weimar

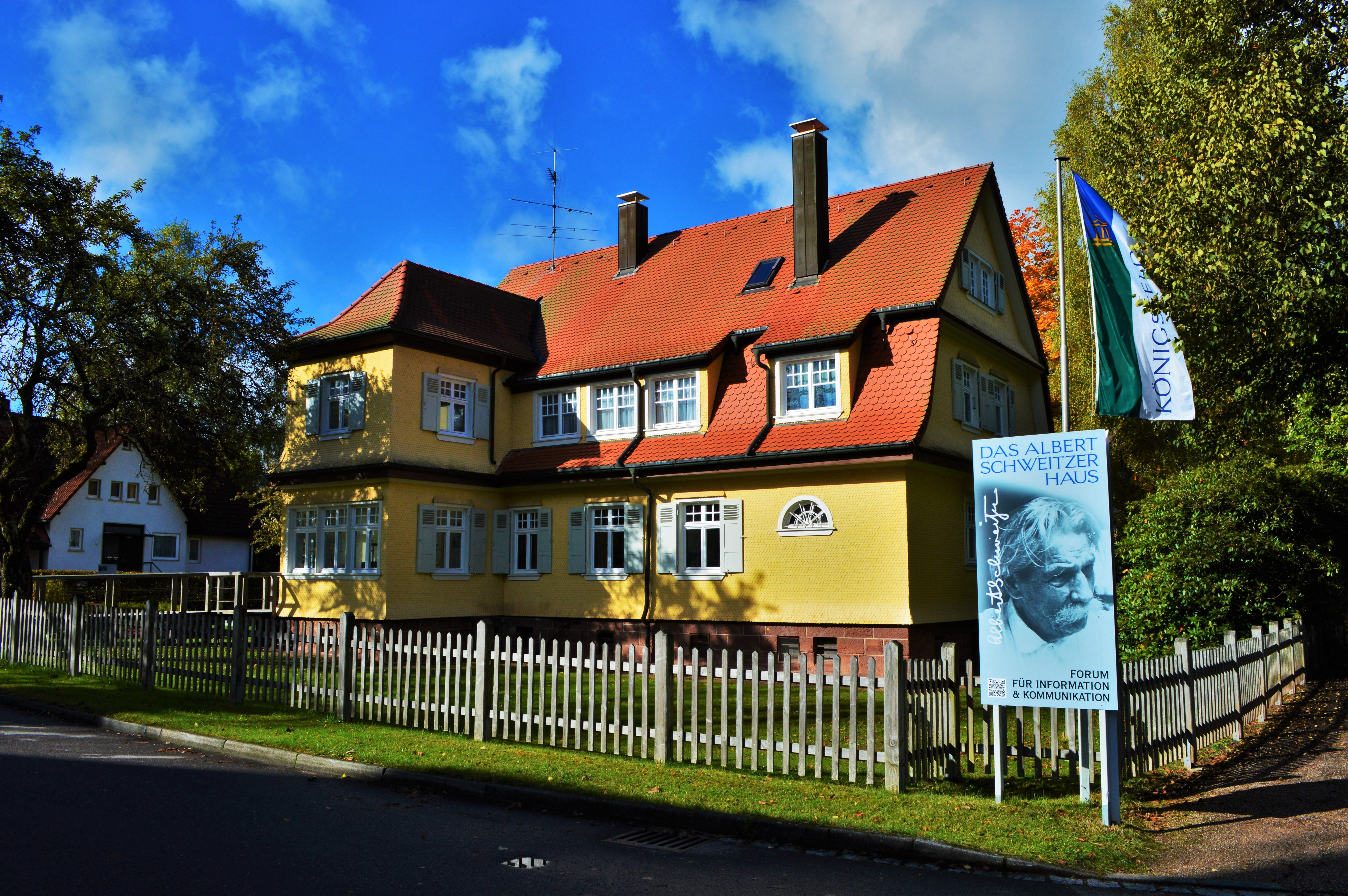
Albert-Schweitzer-Haus Königsfeld

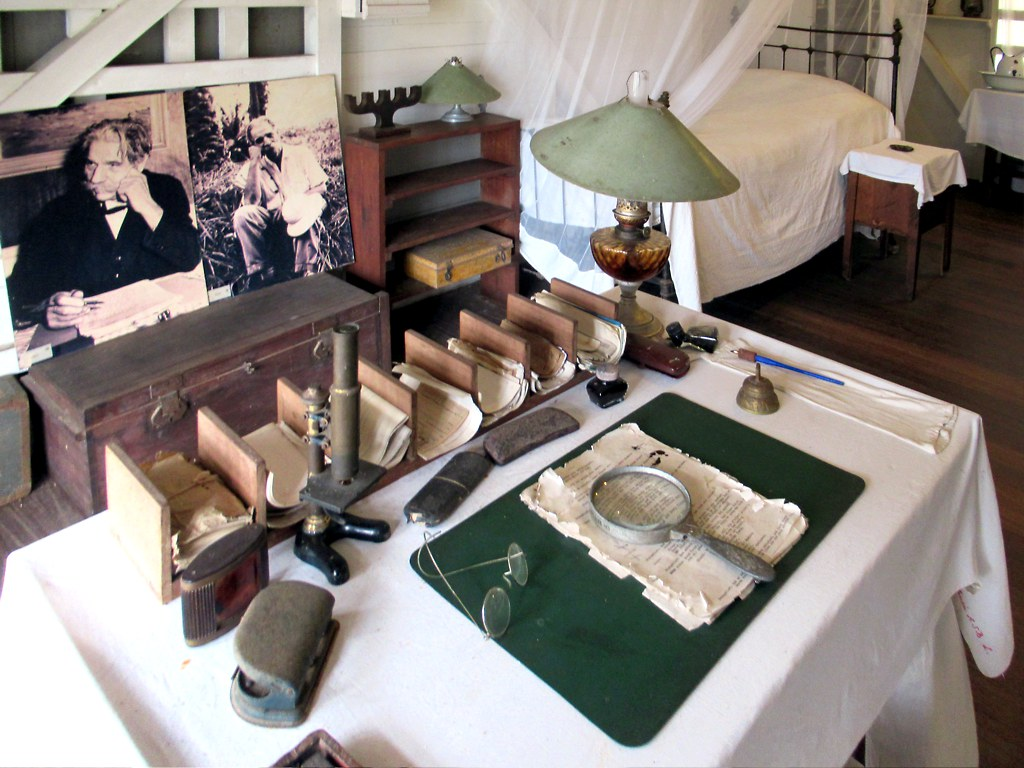
Schweitzers Schreibtisch und sein Bett in seinem Wohnhaus in Lambarene

Das Albert-Schweitzer-Haus in Königsfeld, ehemals ein Wohnhaus der Familie Schweitzer, ist seit 2001 Museum, Gedenkstätte und Veranstaltungsort.
Auch in Lambarene gibt es ein Museum und eine Gedenkstätte. Das dortige Wohnhaus Schweitzers wurde 1986/87 erneuert und als Museum eingerichtet. 1998 beschloss die Internationale Spitalstiftung FISL, das alte Krankenhaus, das seit der Eröffnung des Neubaus 1981 nicht mehr genutzt wurde, in eine Gedenkstätte umzuwandeln. Von 2001 bis 2006 wurden die wichtigsten Gebäude renoviert. In den Jahren 2011–2013 wurde außerdem das Haus für weiße Kranke, von dem nur noch das Fundament erhalten war, wiederaufgebaut. In diesen Gebäuden wurden Übernachtungsmöglichkeiten geschaffen. Zur „Historischen Zone“ des Spitals gehören außer Schweitzers Wohnhaus im Wesentlichen das Hauptgebäude mit Apotheke, Operationsraum, Untersuchungsräumen, Röntgenraum, Labor, Zahnklinik und Kreißsaal, weitere Häuser für Frischoperierte, für weiße Kranke und für die weißen Mitarbeiter, der Speisesaal, der Gemüsegarten, das Tiergehege, eine Zisterne und der Friedhof. Der größte Teil dieses historischen Ensembles wurde 2014 durch einen Erlass des gabunischen Kulturministeriums in den Rang eines nationalen Kulturerbes erhoben. Mit Übernachtungen, der Verköstigung der Gäste und Führungen werden Gewinne erwirtschaftet, die dem Spital zugutekommen.
Weitere Denkmäler: siehe Albert-Schweitzer-Denkmal.

### Namenspatenschaften
Die Zahl der nach Albert Schweitzer benannten Einrichtungen ist unüberschaubar.
In einer Liste nach Albert Schweitzer benannten Schulen wurden 2007 insgesamt 118 deutsche Schulen aufgeführt. Im Jahr 1949 wurde die Albert-Schweitzer-Schule in Nienburg mit Zustimmung Albert Schweitzers als erste deutsche Schule nach ihm benannt.
1952 kamen Albert Schweitzer und Hans Casparis (1901–1971) überein, das international besuchte Erziehungszentrum in Churwalden (Schweiz) „Albert Schweitzer College“ zu nennen; es bot Jugendlichen aus den USA, England, Deutschland, Holland und der Schweiz in Sommer- oder Jahreskursen ethische und politische Fragen ihrer Zeit zu diskutieren.
1957 gab Albert Schweitzer die Erlaubnis, das damals geplante erste Albert-Schweitzer-Kinderdorf in Waldenburg (Baden-Württemberg) nach ihm zu benennen. Er beantwortete die Anfrage mit den Worten: „Gerne tue ich dies. Kinderdörfer sind eine Notwendigkeit in unserer Zeit.“ Das Albert-Schweitzer-Kinderdorf in Waldenburg wurde im Jahr 1960 eröffnet. Der Albert-Schweitzer-Kinderdörfer und Familienwerke e. V. kümmert sich heute mit zahlreichen Mitgliedsvereinen und Einrichtungen nicht nur um bedürftige Kinder, sondern ist auch in der Jugend-, Alten- und Behindertenarbeit tätig.
Am 23. September 1958 gab Albert Schweitzer aus Lambarene „mit Freuden“ seine Einwilligung, dass ein evangelisches Gemeindehaus in Jena seinen Namen trägt. Erst mit dieser Einwilligung konnte der 1955 begonnene Bau unter den Bedingungen der Christen und Kirchen in der DDR 1960 vollendet werden.
Ferner wurden nach Schweitzer benannt (Auswahl):
- das Albert-Schweitzer-Turnier, ein wichtiges Basketballturnier für Jugendmannschaften aus Europa und Übersee (seit 1958)
- bei den Pfadfindern die VCP-Stämme in Breitenbach,[76] Lambsheim,[77] Mosbach-Neckarelz[78] und Remagen[79]
- die Albert-Schweitzer-Anlage in Darmstadt, 1968 nach Schweitzer benannt
- die Albert-Schweitzer-Kirche in Tübingen, Mitte der 1980er Jahre erbaut
- der Asteroid (7698) Schweitzer, der 1989 entdeckt wurde
- die Albert Schweitzer Stiftung – Wohnen & Betreuen, die Menschen mit Pflegebedarf und Behinderte versorgt, 1997 gegründet
- die Albert Schweitzer Stiftung für unsere Mitwelt, eine gemeinnützige Tierschutz- und Tierrechtsorganisation, 2000 gegründet
- das Albert-Schweitzer-Haus in Limburgerhof, ein Gemeindezentrum, 2002 eingeweiht
- die Berliner Loge Albert Schweitzer der Freimaurer-Organisation Le Droit Humain, 2004 gegründet[80]
- der Internationale Albert-Schweitzer-Preis, erstmals am 29. Mai 2011 verliehen an Eugen Drewermann und das Arztehepaar Rolf und Raphaela Maibach in Königsfeld im Schwarzwald[81]

### Briefmarken (Auswahl)

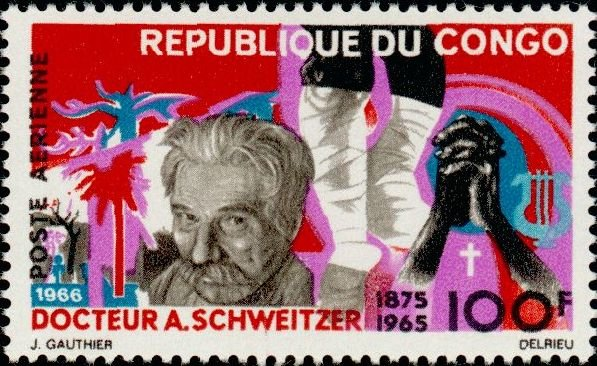
Briefmarke, Republik Kongo, 1966
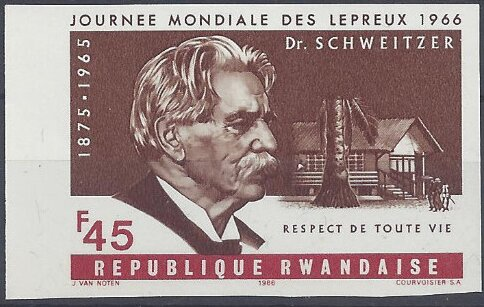
Briefmarke, Ruanda, 1966
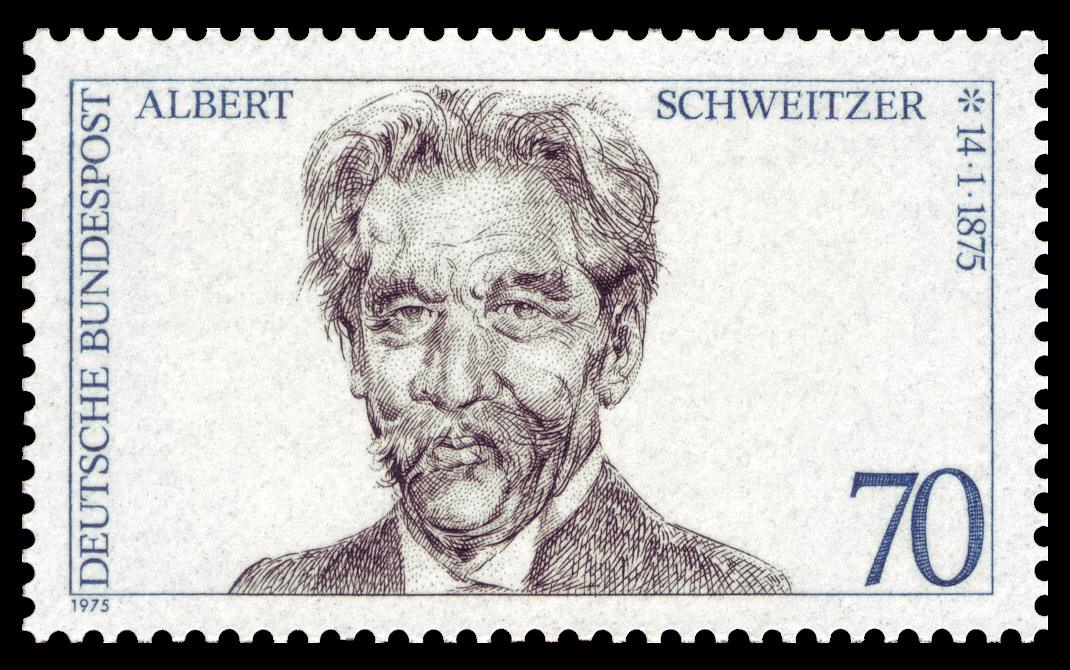
Gedenkmarke zum 100. Geburtstag, Deutsche Bundespost 1975

DDR-Briefmarkenserie 1965 zum 90. Geburtstag
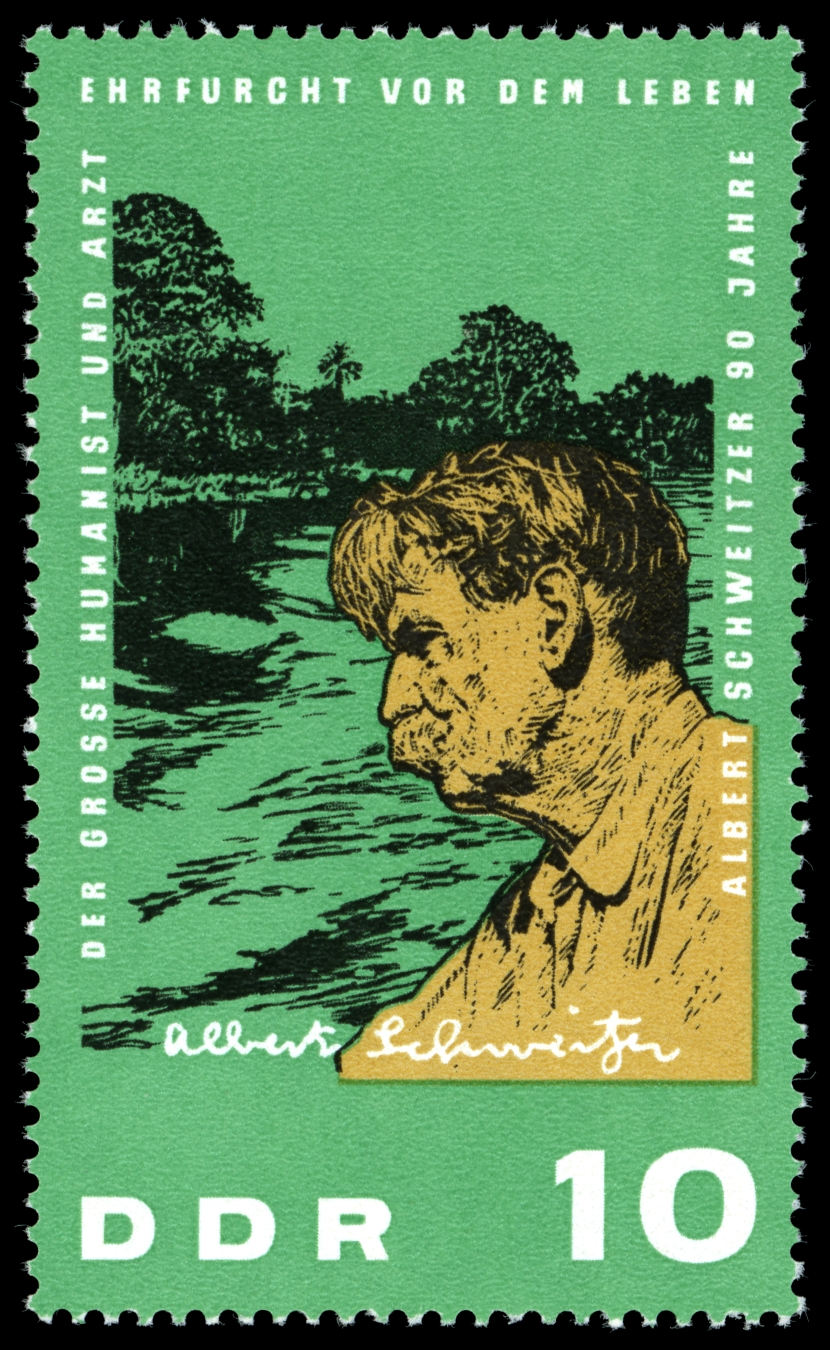
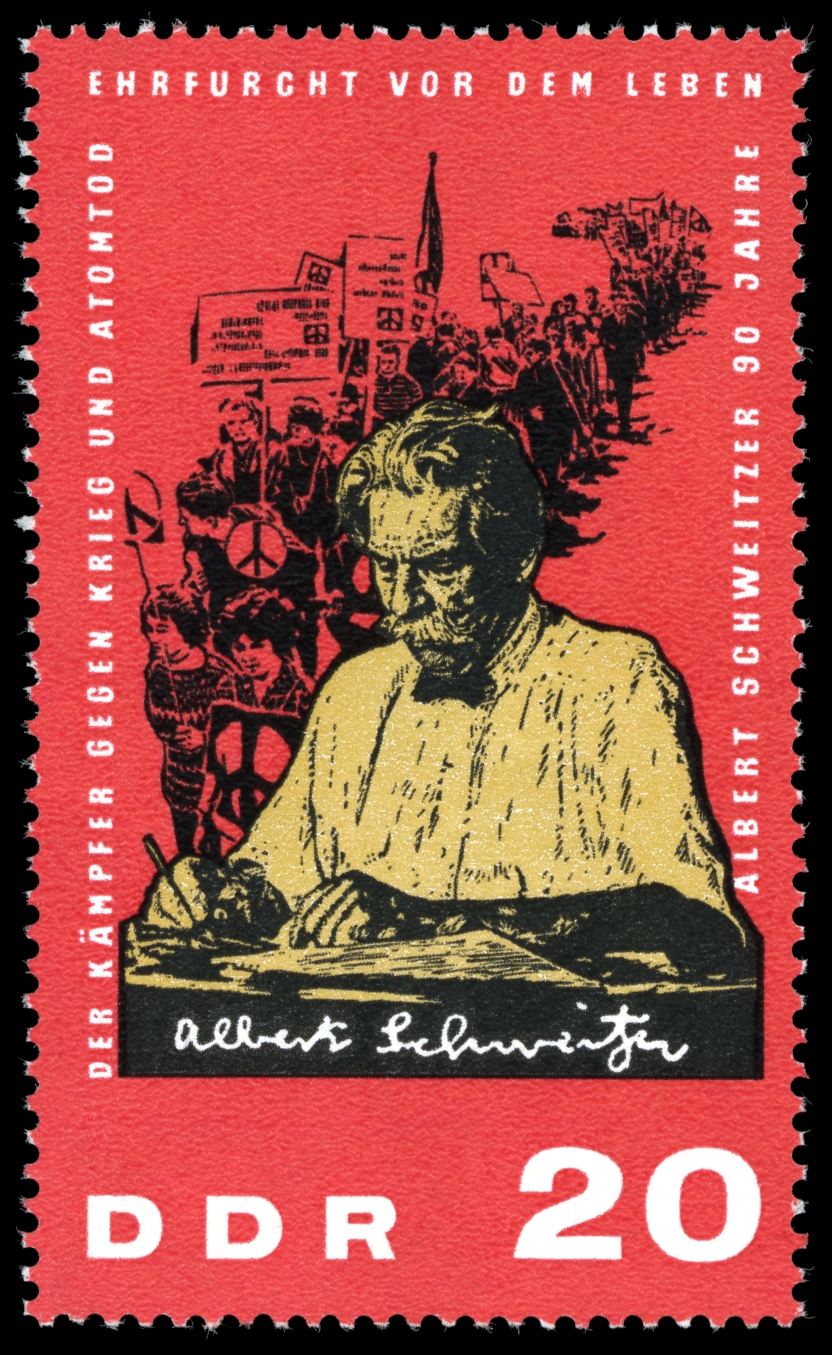
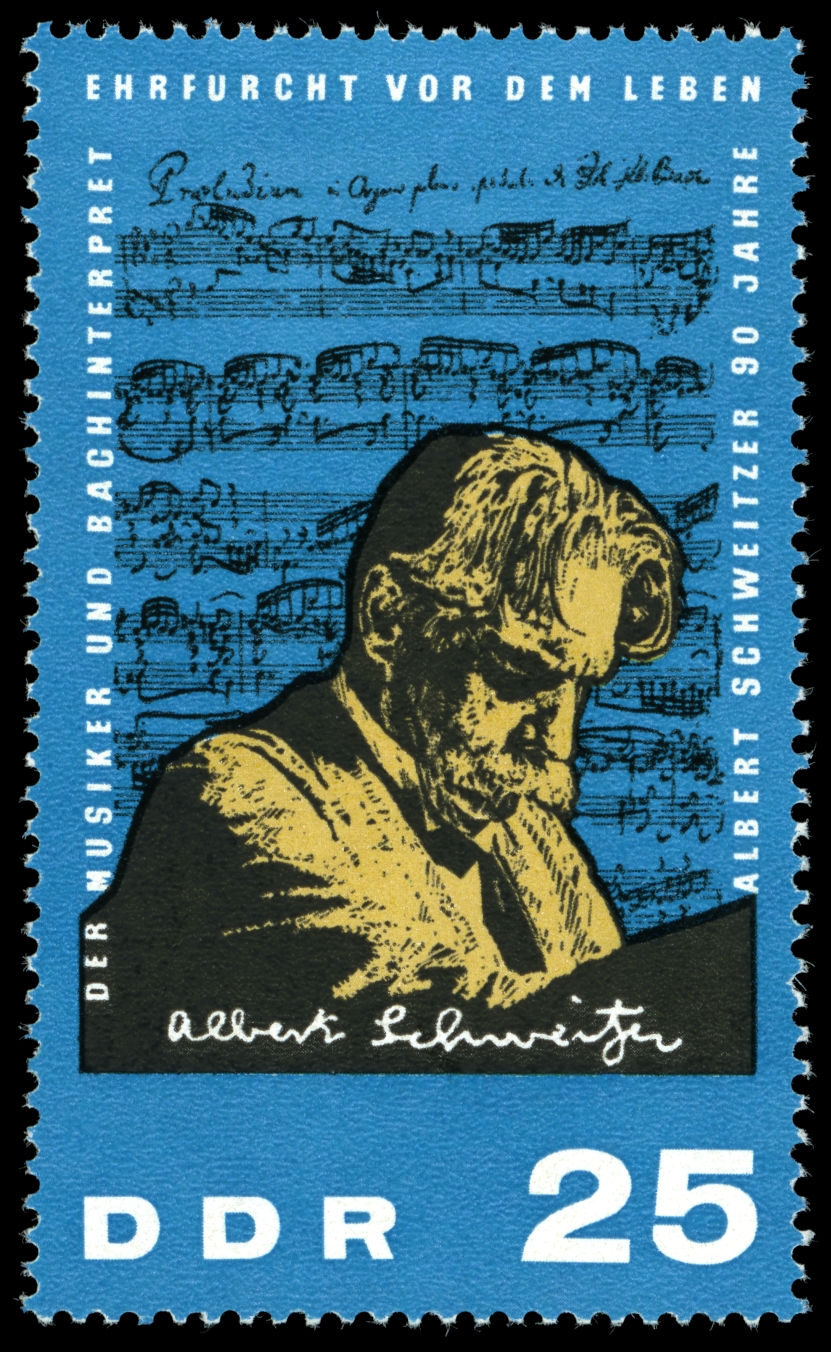

### Nachlass
Der größte Teil des Nachlasses von Albert Schweitzer befindet sich in der Zentralbibliothek Zürich, zunächst seit den 1960er Jahren als Depositum. Mit finanzieller Unterstützung des Lotteriefonds des Kantons Zürich konnte die Zentralbibliothek im Jahr 2009 den Nachlass für eine Million Franken definitiv erwerben. Er umfasst etwa zwölf Laufmeter mit Werkmaterialien, Notizen, Reden, Manuskripten und anderen Dokumenten, die erschlossen und der interessierten Öffentlichkeit zugänglich gemacht werden. Nur die Korrespondenz befindet sich zum größten Teil in der Stiftung Albert-Schweitzer-Zentrum in Günsbach, die Zentralbibliothek besitzt davon aber zahlreiche Kopien. Dass von einer Persönlichkeit des 20. Jahrhunderts der schriftliche Nachlass fast in seiner Gesamtheit an einem Ort aufbewahrt wird, ist ein seltener Glücksfall.

### Filme
Dokumentarfilme
- 1935 drehte Lilian Russel den Film Aus dem Urwaldhospital von Dr. Albert Schweitzer in Lambarene, das früheste filmische Dokument aus Lambarene.
- 1957 entstand Albert Schweitzer, ein Film über das Leben von Albert Schweitzer (mit seiner Originalstimme als Erzähler) von Erica Anderson und Jerome Hill, der bei der Oscarverleihung 1958 den ersten Oscar als Bester Dokumentarfilm erhielt. Dieser Film erschien 2013 restauriert und digitalisiert auf DVD,[83] ergänzt um das Filmdokument von Lilian Russel aus dem Jahr 1935.
- 1965 entstand in Zusammenarbeit von Schweitzers Tochter wieder mit Erica Anderson der 44-minütige Dokumentarfilm The Living Work of Albert Schweitzer.

Spielfilme
- 1952 entstand Es ist Mitternacht, Dr. Schweitzer mit Pierre Fresnay in der Hauptrolle.
- 1995 entstand der kritische Spielfilm Le Grand Blanc de Lambaréné des Regisseurs Emile Bassek Bah Kobbhio als französisch-kamerunische Koproduktion.[84]
- 2009 wurde Schweitzer von Jeroen Krabbé in Albert Schweitzer – Ein Leben für Afrika dargestellt.

## Hörspiele (Auswahl)
- 1947: Hans Sattler: Mythos eines Lebens. Hörfolge um Albert Schweitzer – Regie: Raymond Ritter (Hörbild – Radio Stuttgart; Erstsendung: 3. September 1947, Dauer: 58:35 Minuten)[85]

## Werke
Gesammelte Werke
Gesammelte Werke in fünf Bänden. Hrsg. von Rudolf Grabs. Beck, München 1974.
- Band 1: Aus meinem Leben und Denken; Aus meiner Kindheit und Jugendzeit; Zwischen Wasser und Urwald; Briefe aus Lambarene 1924–1927.
- Band 2: Verfall und Wiederaufbau der Kultur; Kultur und Ethik; Die Weltanschauung der indischen Dichter; Das Christentum und die Weltreligionen.
- Band 3: Geschichte der Leben-Jesu-Forschung.
- Band 4: Die Mystik des Apostels Paulus; Reich Gottes und Christentum.
- Band 5: Aus Afrika; Kulturphilosophie und Ethik; Religion und Theologie; Deutsche und französische Orgelbaukunst und Orgelkunst; Goethe. Vier Reden; Ethik und Völkerfrieden.

Eine Auswahl der wichtigsten Texte bietet Harald Steffahn (Hrsg.): Albert Schweitzer Lesebuch. Beck, München 1995. – Als Taschenbuch: Das Albert Schweitzer Lesebuch. Beck, München 2011, ISBN 978-3-406-61913-7.
 Schriften zur Theologie 
- Geschichte der Paulinischen Forschung von der Reformation bis auf die Gegenwart. Olms, Hildesheim 2004. (Nachdruck der Ausgabe bei Mohr, Tübingen 1911)
- Die Mystik des Apostels Paulus. Mohr, Tübingen 1981. (Neudruck der 1. Auflage 1930)
- Geschichte der Leben-Jesu-Forschung. 6. photomechanisch gedruckte Auflage, Mohr, Tübingen 1951.
  - Geschichte der Leben-Jesu-Forschung. 9. Auflage. Mohr, Tübingen 1984.
- Das Abendmahl im Zusammenhang der Geschichte Jesu und der Geschichte des Urchristentums. Olms, Hildesheim 1983. (Nachdruck der Ausgabe Tübingen 1901)
- Das Messianitäts- und Leidensgeheimnis: eine Skizze des Lebens Jesu. 1983.
- Straßburger Predigten. Beck, München 1986.
- Das Christentum und die Weltreligionen. Beck, München 1923.

 Schriften zur Philosophie 
- Die Ehrfurcht vor dem Leben – Grundtexte aus fünf Jahrzehnten. Beck, München 1991. (6. Auflage)
- Ehrfurcht vor den Tieren – Ein Lesebuch. Beck, München 2006 (1. Auflage)
- Die Weltanschauung der indischen Denker: Mystik und Ethik. Beck, München 1987.
- Die Religionsphilosophie Kants. Olms, Hildesheim 1990 (zuerst J.C.B.Mohr, Freiburg i. B., Leipzig, Tübingen 1899)
- Kulturphilosophie. Band 1: Verfall und Wiederaufbau der Kultur; Band 2. Kultur und Ethik. Beck, München 1923.
- Das Problem des Friedens in der heutigen Welt. Beck, München 1955. Digitalisat
- Menschlichkeit und Friede: Kleine philosophisch-ethische Texte, Zusammengestellt und herausgegeben von Gerhard Fischer, Verlags-Anstalt Union, Berlin 1991.

 Musikwissenschaftliche Schriften 
- Deutsche und Französische Orgelbaukunst und Orgelkunst. Faksimile-Nachdruck der Ausgabe Leipzig 1906 und des Nachwortes der 2. Aufl. 1927, Breitkopf & Härtel, Wiesbaden, ISBN 978-3-7651-0230-1.
- Johann Sebastian Bach. Breitkopf & Härtel, Leipzig 1908; Nachdruck Breitkopf und Härtel, Wiesbaden 1979, ISBN 3-7651-0034-X.
- Zur Diskussion über Orgelbau. 1914; Hrsg. Erwin R. Jacobi. Verlag Merseburger, Berlin 1977.
- Der für Bachs Werke für Violine Solo erforderliche Geigenbogen. In: Bach – Gedenkschrift, Zürich 1950.

 Autobiographische Schriften 
- Aus meiner Kindheit und Jugendzeit. Beck, München 1991.
- Zwischen Wasser und Urwald. Erlebnisse und Beobachtungen eines Arztes im Urwalde Äquatorialafrikas. Paul Haupt, Bern 1921; ab 1925 auch C. H. Beck’sche Verlagsbuchhandlung, München. Der Textauszug Von Straßburg nach Lambarene (hier online) aus der Auflage von 1926 ist mit einer Kurzbiografie erschienen in: Von Grönland bis Lambarene. Reisebeschreibungen christlicher Missionare aus drei Jahrhunderten. Herausgegeben von Johannes Paul. Evangelische Verlagsanstalt, Berlin 1952, S. 182–192;  Kreuz-Verlag, Stuttgart 1958, S. 180–191.
- Mitteilungen aus Lambarene. München 1928.
- Aus meinem Leben und Denken. Meiner Verlag, Leipzig 1931.

 Briefwechsel 
- Samuel Geiser (Hrsg.): Briefe an Anna Joss. In: Albert Schweitzer im Emmental. Vier Jahrzehnte Zusammenarbeit zwischen dem Urwalddoktor von Lambarene und der Lehrerin Anna Joss in Kröschenbrunnen. Zürich und Stuttgart 1974.
- Hans-Joachim Mähl (Hrsg.): Erneuerung der Religion im Zeichen der Humanität. Unveröffentlichte Briefe Albert Schweitzers an Kurt Leese. In: Zeitschrift für Neuere Theologiegeschichte. Band 4, 1997, S. 82–113.
- Albert Schweitzer, Fritz Buri: Existenzphilosophie und Christentum. Briefe 1935–1964. Eingeleitet, kommentiert und hrsg. von Andreas Urs Sommer. Beck, München 2000, ISBN 3-406-46730-X.
- Herbert Spiegelberg (Hrsg.): The Correspondence between Bertrand Russell and Albert Schweitzer. In: International Studies in Philosophy. Band 12, 1980.

### Biographisches
- Heinz Vonhoff: Albert Schweitzer und sein Spital in Lambarene. Verlag Junge Gemeinde, Stuttgart 1973.
- James Bentley: Albert Schweitzer. Eine Biographie. Patmos, Düsseldorf 1993, ISBN 3-491-69031-5.
- Klaus Kienzler: Schweitzer, Albert. In: Biographisch-Bibliographisches Kirchenlexikon (BBKL). Band 9, Bautz, Herzberg 1995, ISBN 3-88309-058-1, Sp. 1195–1200 (Artikel/Artikelanfang im Internet-Archive am 2007-06-09).
- Sabine Hock: Schweitzer, Albert. In: Frankfurter Biographie. Personengeschichtliches Lexikon. Zweiter Band: M–Z. Frankfurt am Main 1996, ISBN 3-7829-0459-1, S. 363 ff.
- Tomaso Carnetto: Albert Schweitzer: Tatsachen. Eine Einführung in Leben und Werk. CD-ROM mit Textband. Edition P12c, Leun/Lahn 2002, ISBN 3-933176-03-4.
- Harald Steffahn: Albert Schweitzer. Mit Selbstzeugnissen und Bilddokumenten. 14. Auflage. Rowohlt, Reinbek 2004, ISBN 3-499-50263-1.
- Lothar Simmank: Der Arzt. Wie Albert Schweitzer Not linderte. Wichern, Berlin 2008, ISBN 978-3-88981-238-4.
- Nils Ole Oermann: Albert Schweitzer 1875–1965: Eine Biographie. C. H. Beck, München 2009, ISBN 978-3-406-59127-3.
- Peter Münster: Albert Schweitzer. Der Mensch – Sein Leben – Sein Werk. Neue Stadt Verlag, München/Wien/Zürich 2010, ISBN 978-3-87996-878-7.
- Werner Zager: Schweitzer, Albert. In: Neue Deutsche Biographie (NDB). Band 24, Duncker & Humblot, Berlin 2010, ISBN 978-3-428-11205-0, S. 55–57 (Digitalisat).
- Ernst Luther: Albert Schweitzer. Ethik und Politik. Dietz Verlag, Berlin 2011, ISBN 978-3-320-02215-0.
- Johann Zürcher: Schweitzer, Albert. In: Historisches Lexikon der Schweiz. Stand 2012.
- Reinhard Griebner: Der lachende Löwe. Eine Albert-Schweitzer-Biografie. Morio Verlag, Heidelberg 2014, ISBN 978-3-945424-02-5.
- Matthieu Arnold: Albert Schweitzer. Seine Jahre im Elsass (1875–1913). Evangelische Verlagsanstalt, 2019, ISBN 978-3-374-06103-7.
- Alois Prinz: Albert Schweitzer. Radikal menschlich. Gabriel Verlag, Münster 2024, ISBN 978-3-522-30591-4.

### Begegnungen mit Schweitzer
- Hans Walter Bähr, Robert Minder (Hrsg.):  Begegnung mit Albert Schweitzer – Berichte und Aufzeichnungen. C. H. Beck, München 1965.
- Erika Taap: Lambarener Tagebuch. Evangelische Verlagsanstalt Berlin, 1966.
- Walter Munz: Albert Schweitzer im Gedächtnis der Afrikaner und in meiner Erinnerung. Verlag Paul Haupt, Bern/Stuttgart 1991, ISBN 3-258-04529-1.
- Siegwart-Horst Günther, Gerald Götting: Was heißt Ehrfurcht vor dem Leben? Begegnungen mit Albert Schweitzer. Verlag Neues Leben, Berlin 2005, ISBN 3-355-01709-4.
- Jo und Walter Munz: Albert Schweitzers Lambarene 1913–2013. Zeitzeugen berichten. Zum 100-jährigen Jubiläum des Urwaldspitals 1913–2013. Verlag Elfundzehn, Eglisau 2013, ISBN 978-3-905769-29-6.

### Theologie, Philosophie, Ethik
- Erich Gräßer: Albert Schweitzer als Theologe. Mohr Siebeck, Tübingen 1979, ISBN 3-16-142351-8.
- Claus Günzler, Erich Gräßer, Bodo Christ, Hans Heinrich Eggebrecht (Hrsg.): Albert Schweitzer heute. Brennpunkte seines Denkens (= Beiträge zur Albert-Schweitzer-Forschung. Band 1). Tübingen 1990.
- Clemens Frey: Christliche Weltverantwortung bei Albert Schweitzer mit Vergleichen zu Dietrich Bonhoeffer (= Albert-Schweitzer-Studien. Band 4). Bern 1993.
- Claus Günzler: Albert Schweitzer. Einführung in sein Denken. C. H. Beck, München 1996, ISBN 3-406-39249-0.
- Andreas Lienkamp: Achtung und Ehrfurcht vor dem Leben. Von Albert Schweitzer zur Erd-Charta. In: Natur und Kultur. Transdisziplinäre Zeitschrift für ökologische Nachhaltigkeit. Band 4, Nr. 1, 2003, S. 55–72.
- Günter Altner u. a. (Hrsg.): Leben inmitten von Leben. Die Aktualität der Ethik Albert Schweitzers. S. Hirzel, Stuttgart 2005, ISBN 3-7776-1376-2.
- Werner Zager: Schweitzer, Albert. In: Michaela Bauks, Klaus Koenen, Stefan Alkier (Hrsg.): Das wissenschaftliche Bibellexikon im Internet (WiBiLex), Stuttgart, 2006 ff., abgerufen am 2. Oktober 2023.
- Friedrich Schorlemmer: Albert Schweitzer. Genie der Menschlichkeit. Aufbau Verlag, Berlin 2009, ISBN 978-3-351-02712-4.
- Stephan Grätzel, Joachim Heil (Hrsg.): Albert Schweitzers Werkstatt in Lambarene. Texte zur Praktischen Philosophie. Turnshare, London 2010.
- Sabine Pohl: Albert Schweitzers Ethik als Kulturphilosophie. Tübinger Studien zur Ethik. Narr Francke Attempto, Tübingen 2014, ISBN 978-3-7720-8548-2.
- Freie Universität Berlin, Gandhi-Informations-Zentrum (Hrsg.): Dr. Albert Schweitzer: „Mein Wort an die Menschen“. Engagement gegen den Atomkrieg (= Ausstellungsführer der Universitätsbibliothek der Freien Universität Berlin, Nr. 61). Berlin 2019, ISBN 978-3-96110-243-3 (PDF; 16 MB).

### Sonstiges
- Harald Schützeichel: Die Orgel im Leben und Denken Albert Schweitzers. Kleinblittersdorf 1991, ISBN 3-920670-27-2.
- Werner Raupp, in: Quellenlexikon zur deutschen Literaturgeschichte. Band 29, 2001, S. 44–105.
- Ingo Bredenbach: J.S. Bach: „Le Musicien-Poete“ (J.S. Bach: Musiker und Dichter). Bach in der Sicht Albert Schweitzers. In: Ingo Bredenbach u. a. (Hrsg.): Bach unter den Theologen. Themen, Thesen, Temperamente. Mohr Siebeck, Tübingen 2022, S. 179–226, ISBN 978-3-16-159966-8.
- Caroline Fetscher: Tröstliche Tropen. Albert Schweitzer, Lambarene und die Westdeutschen nach 1945. 2 Bände, Psychosozial-Verlag, Gießen 2023. ISBN 978-3-8379-2994-2.